# Танкодром (Казань)
Танкодром (тат. Танкодром) — микрорайон в Советском районе Казани.

## Территориальное расположение, границы
Микрорайон Танкодром расположен на плоской возвышенности, замыкающей юго-западную оконечность Советского района Казани. Границы его территории отчасти сформированы рельефом местности. С южной стороны граница проходит вдоль улицы Танковой, проложенной по дну Танкового оврага, который разделяет микрорайон Танкодром и жилой район Горки. Западная граница микрорайона также имеет рельефное очертание — она проходит по проспекту Универсиады, проложенному у подножия возвышенности, на которой расположен Танкодром. Северная граница микрорайона проходит частично по улице Даурской, а затем вдоль внутриквартальных проездов, разделяющих малоэтажную и среднеэтажную жилую застройку с адресацией по улице Отрадной от высотных жилых комплексов «Легенда» и «Голливуд». С востока граница Танкодрома проходит вдоль улиц Гвардейской и Рихарда Зорге.

## Название
Название Танкодром возникло в советский период, но использовалось в те годы неофициально. Оно происходит от танкового полигона (танкодрома), который с 1929 года располагался на части территории нынешнего микрорайона. Данный танкодром принадлежал секретной советско-немецкой танковой школе «Кама» и использовался до 1933 года для проведения ходовых испытаний техники и тактических занятий.
В начале 2000-х годов Казань была разделена на 51 управу, которые планировалось превратить в низшие территориальные органы управления. Но в конечном итоге они стали не имеющими администраций учётными жилыми комплексами в рамках градостроительно-кадастрового учёта, а также подразделениями городского Единого расчётного центра и управляющих компаний жилищно-коммунального хозяйства. Один из таких учётных жилых комплексов получил название Танкодром. В его состав были включены не только сам микрорайон, но и территория к востоку от него — промзона в районе улиц Родины и Аделя Кутуя, а также посёлок Дальний.
В настоящее время название Танкодром также используется несколькими организациями:   
- ООО Управляющая компания «ЖКХ Танкодром» (ул. 2-я Даурская, 3);
- Отдел полиции № 15 «Танкодром» Управления МВД РФ по г. Казани (ул. Курчатова, 7А);
- Территориальное отделение «Танкодром» Единого расчётного центра г. Казани (ул. Латышских Стрелков, 2А);
- Территориальный участок «Танкодром» АО «Татэнергосбыт» (ул. Латышских Стрелков, 2А);
- Центр детского творчества «Танкодром» (ул. Латышских Стрелков, 12).

## История

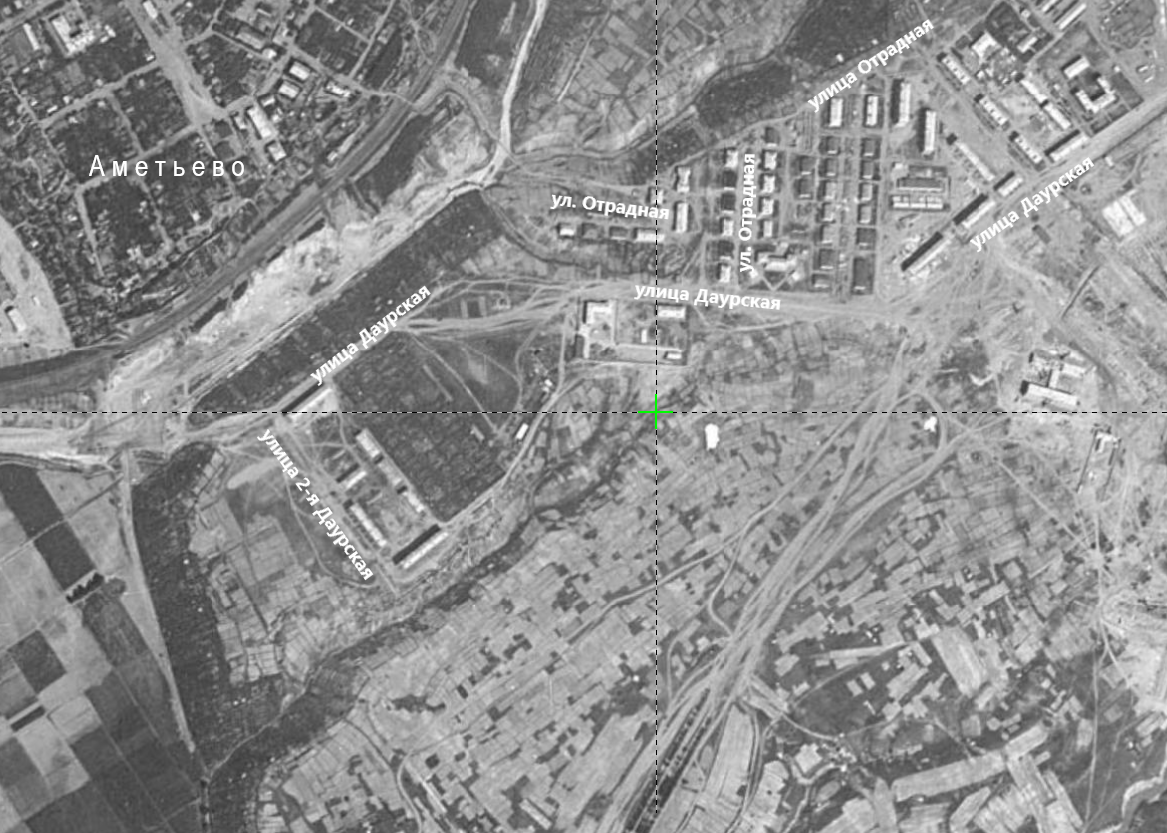
Вид на территорию будущего микрорайона Танкодром с американского спутника (7 июня 1966)

### Территория Танкодрома до строительства микрорайона (до конца 1950-х годов)
В дореволюционный период территория нынешнего микрорайона Танкодром использовалась под сельскохозяйственные нужды и находилась в пользовании крестьян деревни Горки.
С начала 1920-х годов на Танкодроме, в районе нынешней улицы Карбышева находился аэродром Горки, который с 1924 года выполнял функцию первого гражданского аэропорта Казани (аэростанция Казань им. Н. М. Бычкова).
В 1929—1933 годах часть территории возвышенности использовалась как танкодром для проведения ходовых испытаний танковой техники.

### Застройка микрорайона Танкодром в советский период (конец 1950-х — 1991 годы)
Микрорайон Танкодром стал застраиваться в конце 1950-х годов с двух участков.
Первый из них расположен в северной части микрорайона, где в 1957—1961 годах было построено более 30 двухэтажных одно- и двухподъездных кирпичных домов, получивших адресацию по улице Дальне-Гвардейской (с 1966 года — по улице Отрадной; в 1967 году части этих домов присвоили адреса по улице Карбышева). В 1963—1970 годах здесь также появилось несколько четырёх- и пятиэтажных «хрущёвок».
Второй участок первоначальной застройки микрорайона Танкодром появился в западной части, где формировалась улица 2-я Даурская. Здесь в 1959—1962 годах построили три двухэтажных и один трёхэтажный кирпичные жилые дома, а в 1963—1967 годах возвели три «хрущёвки» (одна — четырёхэтажная, две — пятиэтажные).

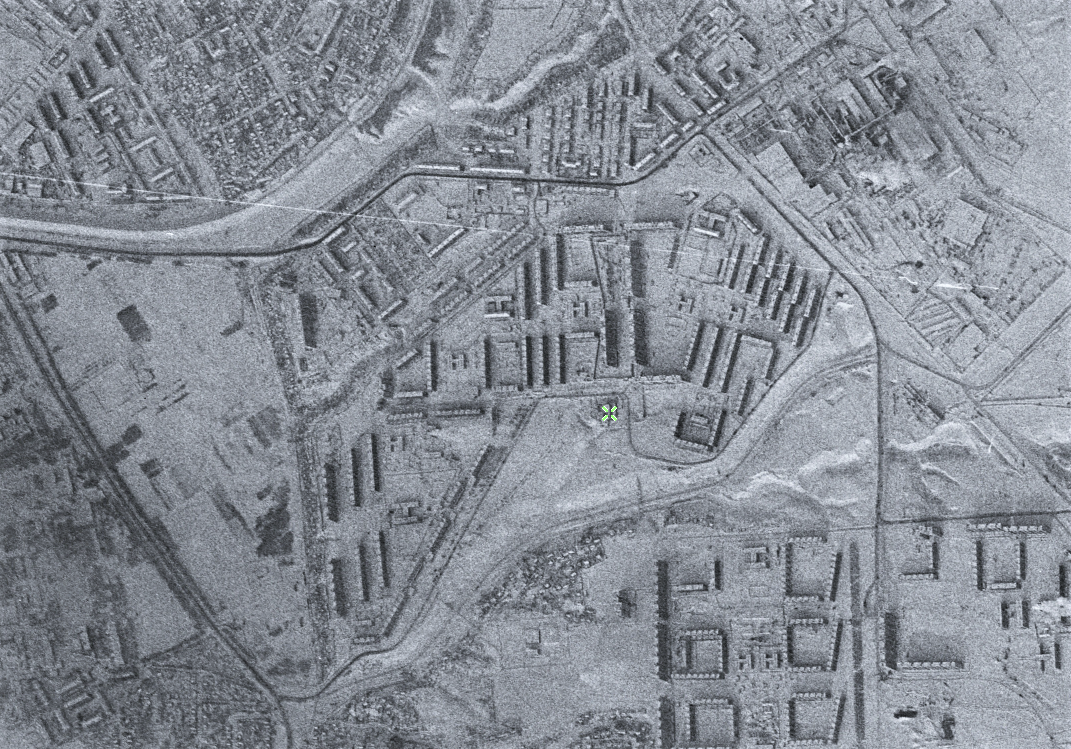
Вид на микрорайон Танкодром с американского спутника (4 февраля 1976)

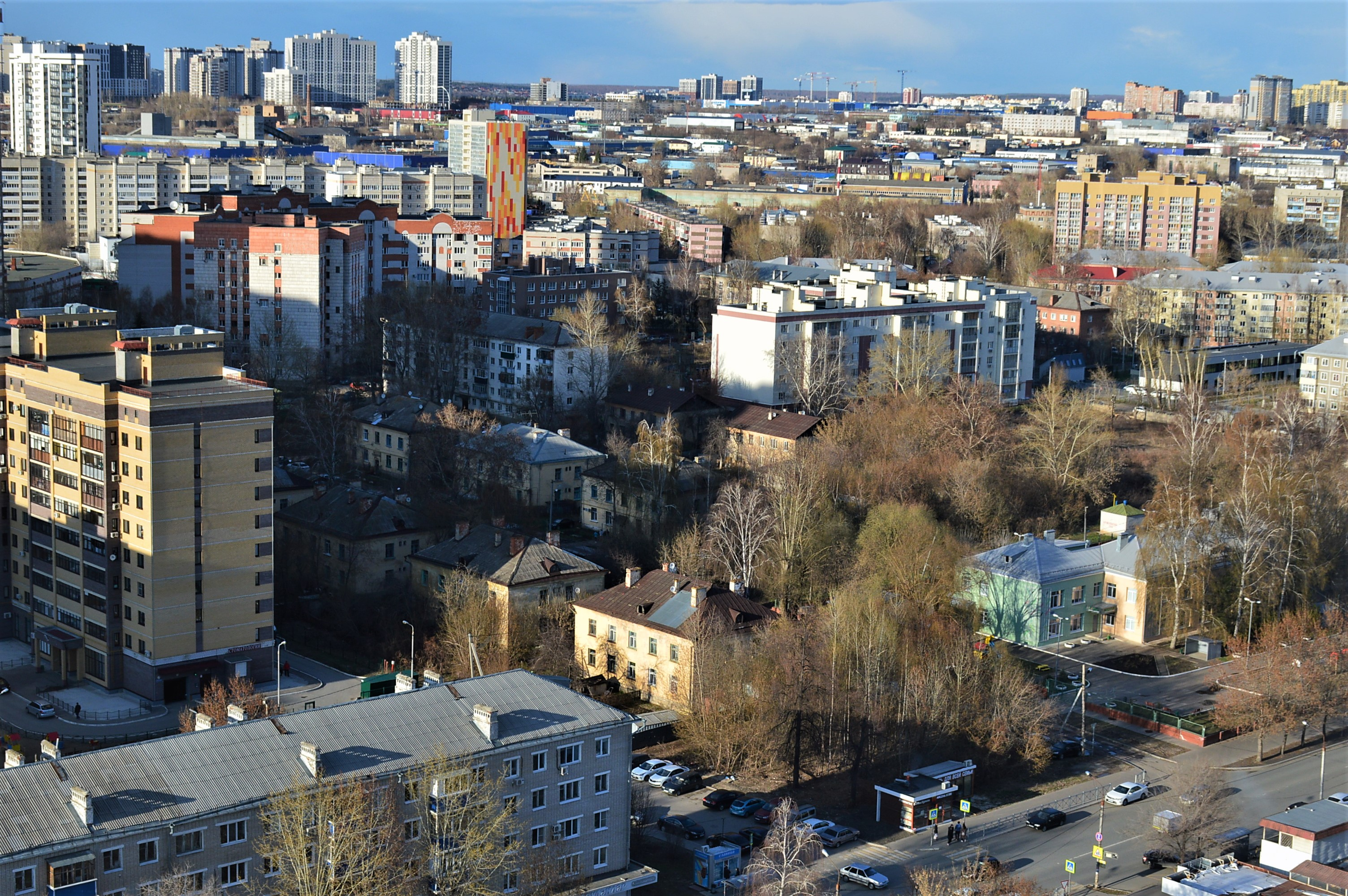
Сохранившаяся двухэтажная жилая застройка конца 1950-х — начала 1960-х годов в районе улиц Отрадной и Даурской (апрель 2021)
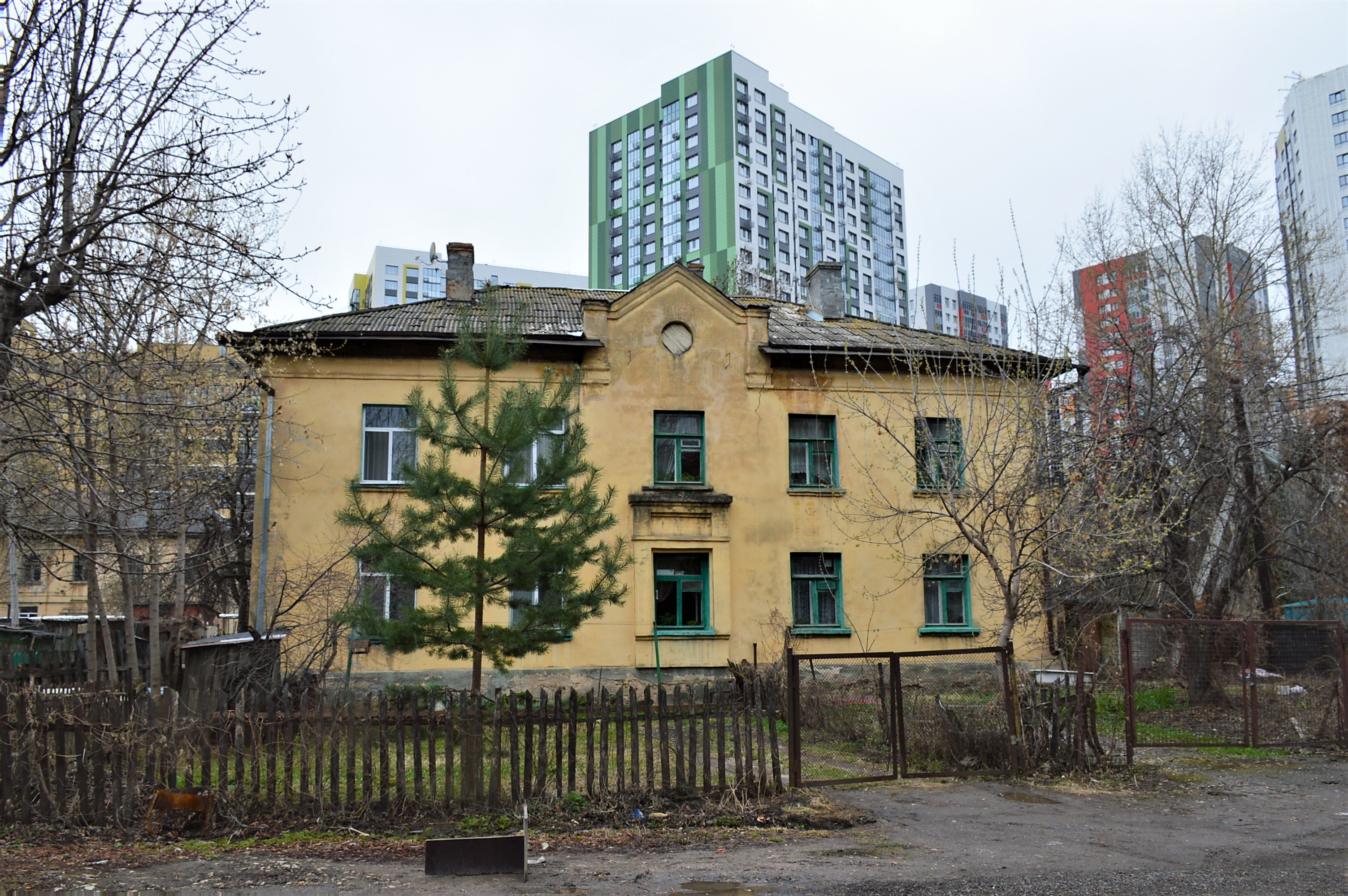
Двухэтажный жилой дом: ул. Отрадная, 18 (апрель 2021)
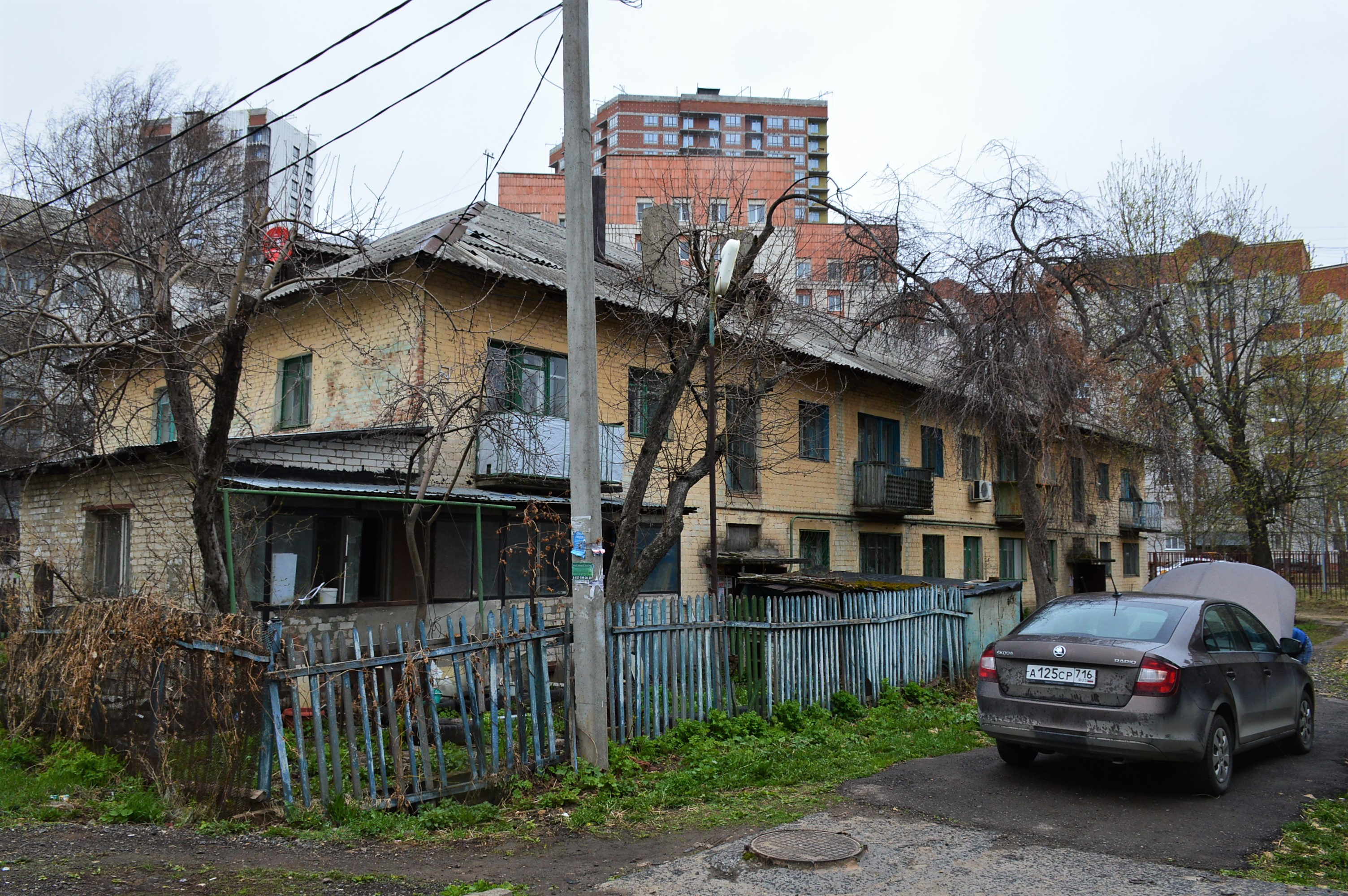
Двухэтажный жилой дом: ул. Отрадная, 26/8 (апрель 2021)
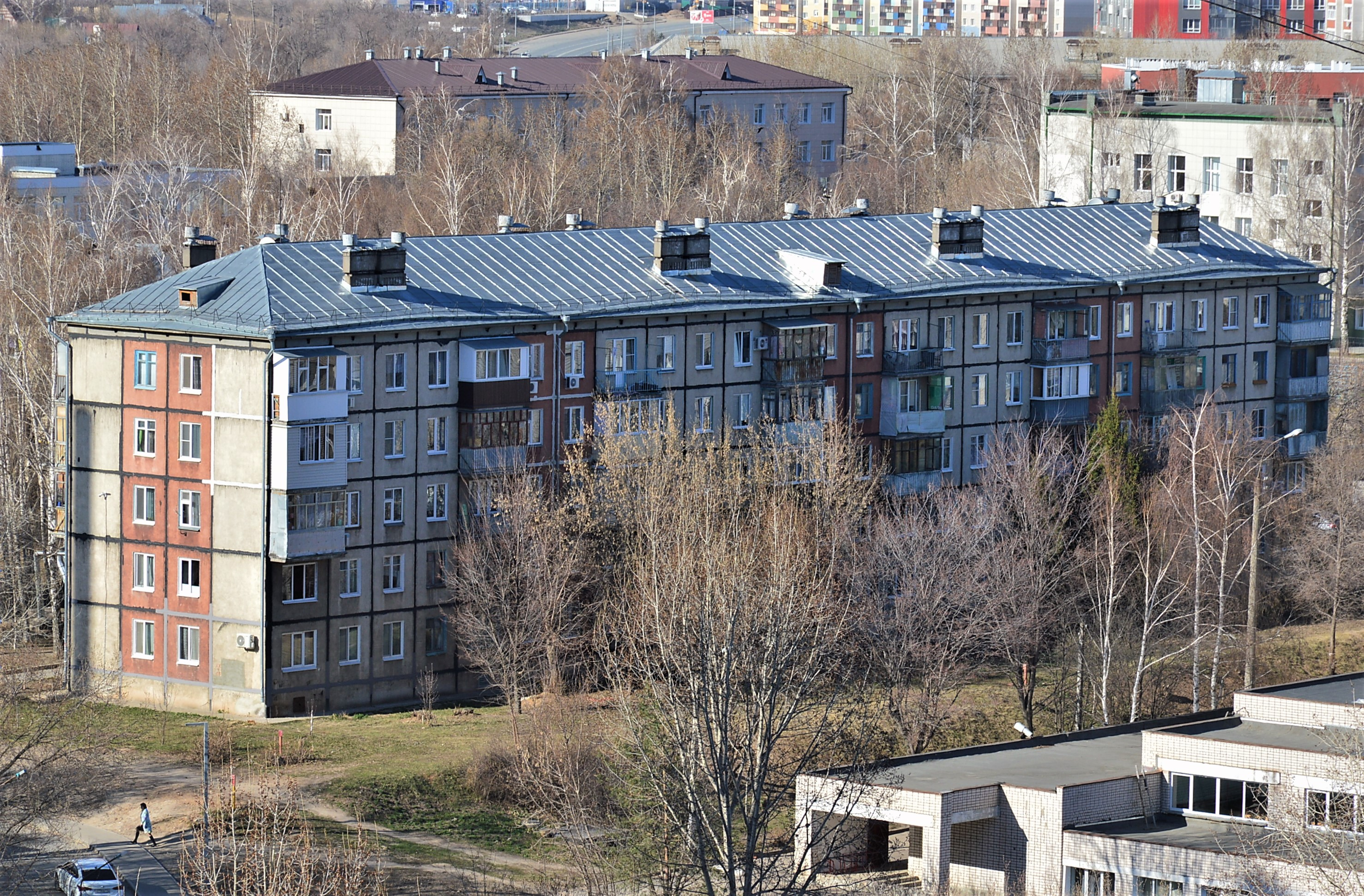
Пятиэтажная «хрущёвка» серии 1-464: ул. 2-я Даурская, 15 (апрель 2021)

Массовая застройка Танкодрома началась во второй половины 1960-х годов. В эти годы была намечена прокладка новой городской магистрали — улицы Рихарда Зорге, которая была построена в 1970-е годы и вела в сторону нового жилого района Горки. Эта улица обозначила восточную границу микрорайона Танкодром. В 1966—1968 годах здесь возвели около 20 пятиэтажных «хрущёвок», которые получили адресацию по улице Рихарда Зорге (в основном это панельные дома серий 1-464 и 1-467).
В 1968—1969 годах возводились пятиэтажные «хрущёвки» с адресацией по улице Курчатова, в 1968—1970 годах — по улице Комарова, в 1968—1974 годах — по улице Латышских Стрелков, а также отдельные дома с адресацией по улицам Даурской и Карбышева. В основном это были панельные дома серии 1-464 и 1-467, но в некоторых местах также возвели несколько кирпичных «хрущёвок» серии 1-447.
В 1970-х годах началась застройка улицы Карбышева, пролегающей с севера на юг и состоящей из трёх участков. Её северный участок длиной около 1 км проходит через весь микрорайон Танкодром, начиная от улицы Отрадной, пересекая улицу Даурскую и заканчивая у пешеходной эстакады через Танковый овраг. Улица Карбышева (на участке южнее Даурской) заметно отличается от остальных улиц Танкодрома, поскольку задумывалась как главная торговая и прогулочная зона всего микрорайона. По этой причине ей придали парадный вид: проложили более широкие тротуары; проезжую часть улицы Карбышева также сделали шире, чем у остальных улиц микрорайона, разграничив встречные транспортные потоки озеленённой разделительной полосой. В 1970—1977 годах улицу застроили несколькими девятиэтажными домами, первые этажи которых превратили в протяжённую анфиладу магазинов, заведений общественного питания и сферы услуг. На пересечении улиц Карбышева и Курчатова в 1970 году построили кинотеатр «Комсомолец», а на прилегающей к нему территории наметили создание парковой зоны.
Важное транспортное значение для жителей микрорайона Танкодром имеет улица Даурская. До 1980-х годов она была единственной, по которой ходили маршрутные автобусы в сторону центра Казани. На фоне других улиц микрорайона улица Даурская отличается большим разнообразием в характере застройки. В советское время вдоль неё сначала были построены двух- и трёхэтажные жилые дома (конец 1950-х — начало 1960-х годов), а позже несколько кирпичных и панельных «хрущёвок» (конец 1960-х — 1970-е годы). Вместе с тем на этой улице (в границах микрорайона Танкодром) также появилось несколько объектов общественного назначения, в том числе учебные заведения.
В 1976 году в западной части Танкодрома был построен 12-этажный кирпичный жилой дом (ул. Даурская, 22А) — первое высотное (по меркам советской Казани) здание всего микрорайона. В 1978—1987 годах было построено пять 14-этажных кирпичных зданий серии 1-528КП-80, ставших архитектурными доминантами Танкодрома в 1980-е — 1990-е годы.

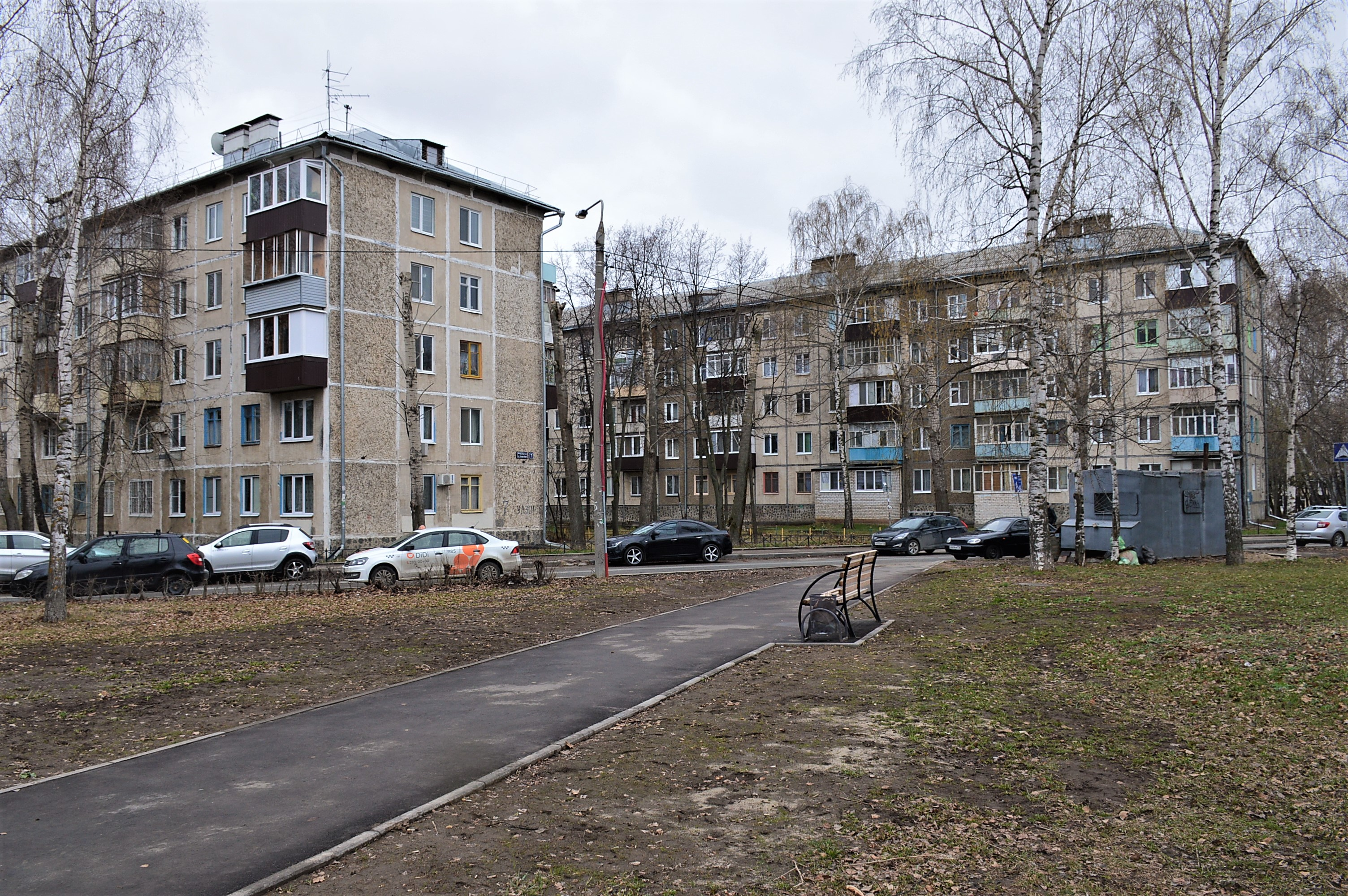
Пятиэтажные «хрущёвки» серии 1-464 на улице Рихарда Зорге (апрель 2021)
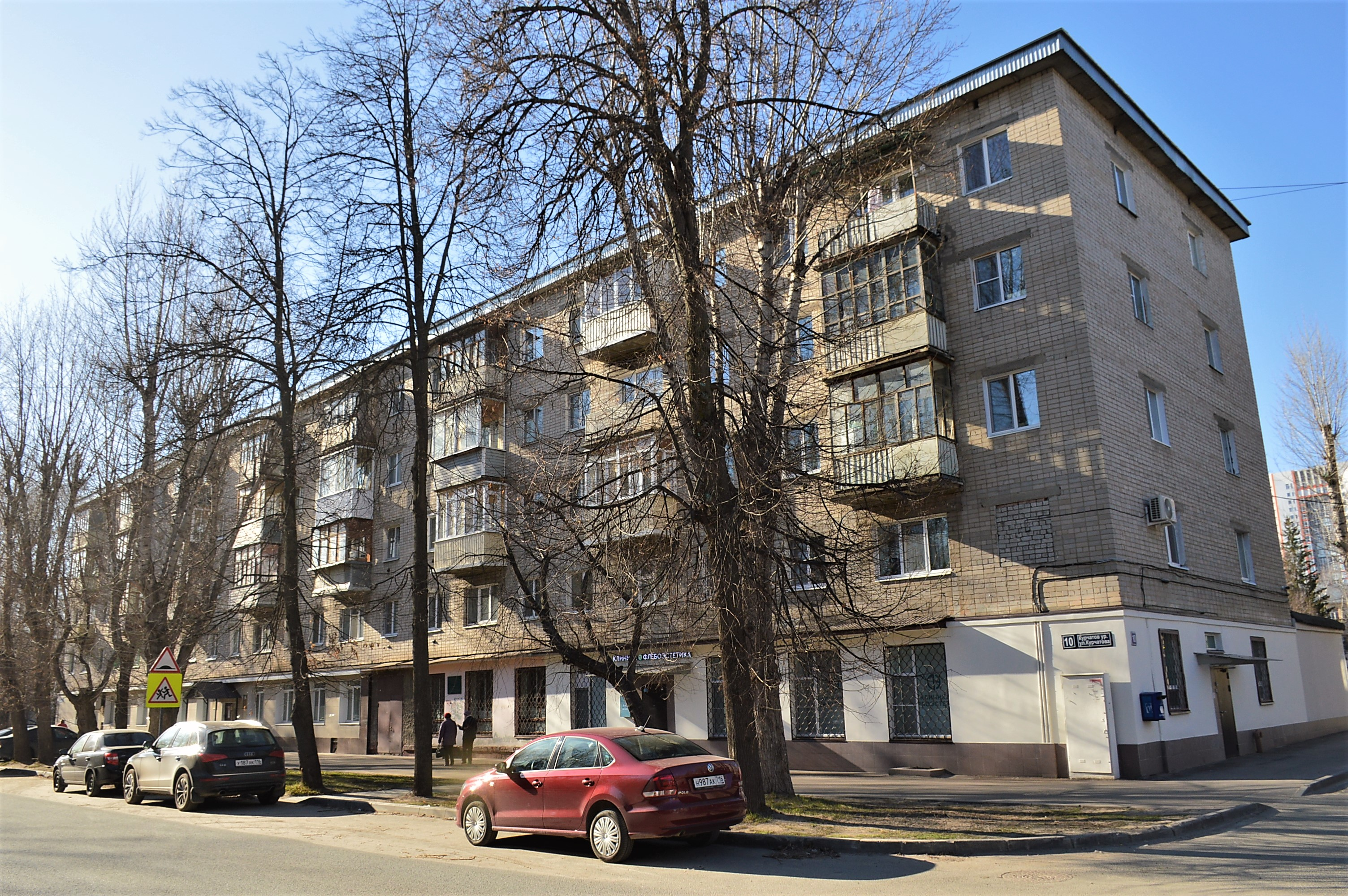
Пятиэтажная «хрущёвка» серии 1-447: ул. Курчатова, 10 (апрель 2021)
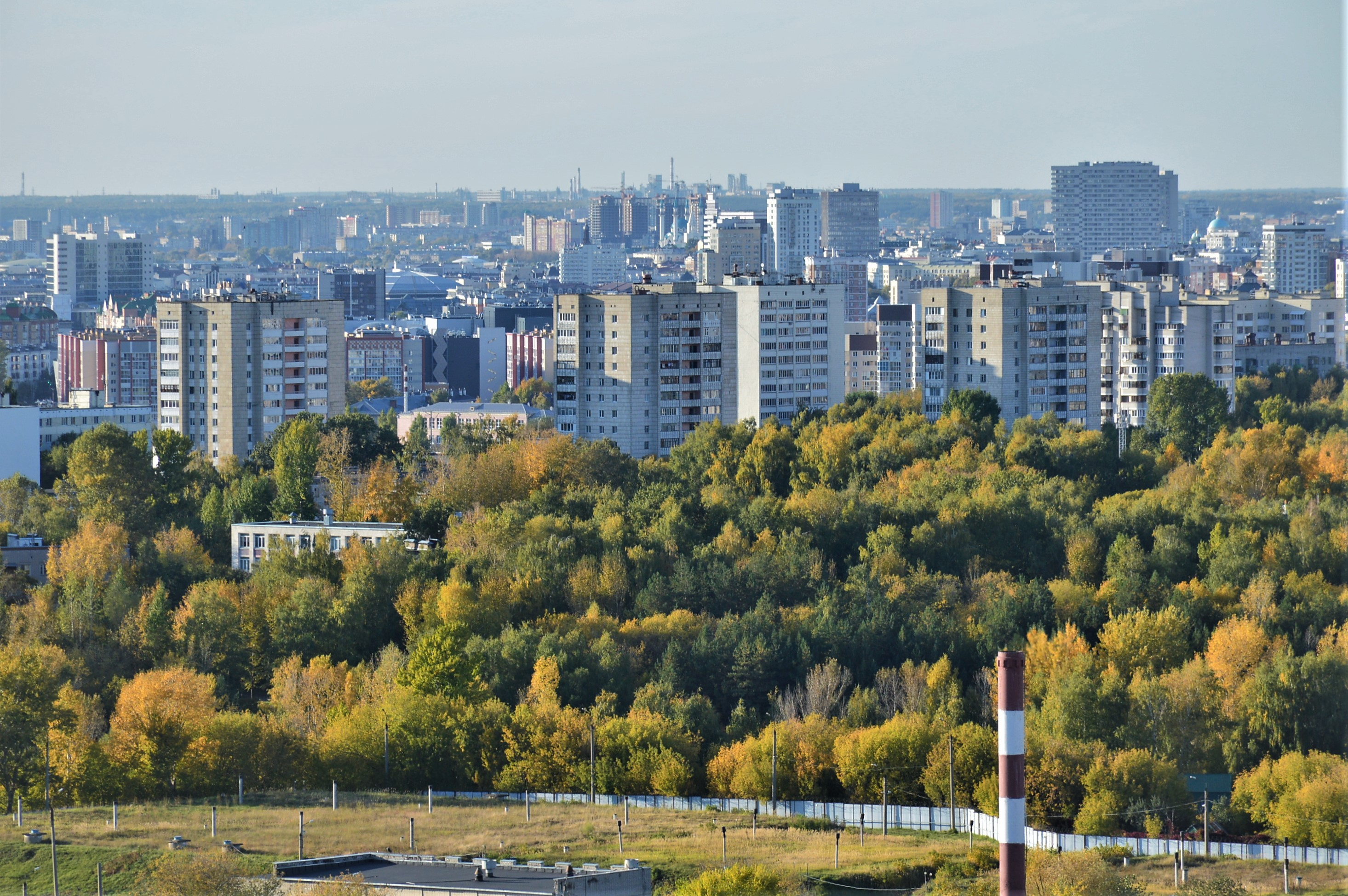
14-этажные высотки серии 1-528КП-80 в западной части микрорайона Танкодром (сентябрь 2020)
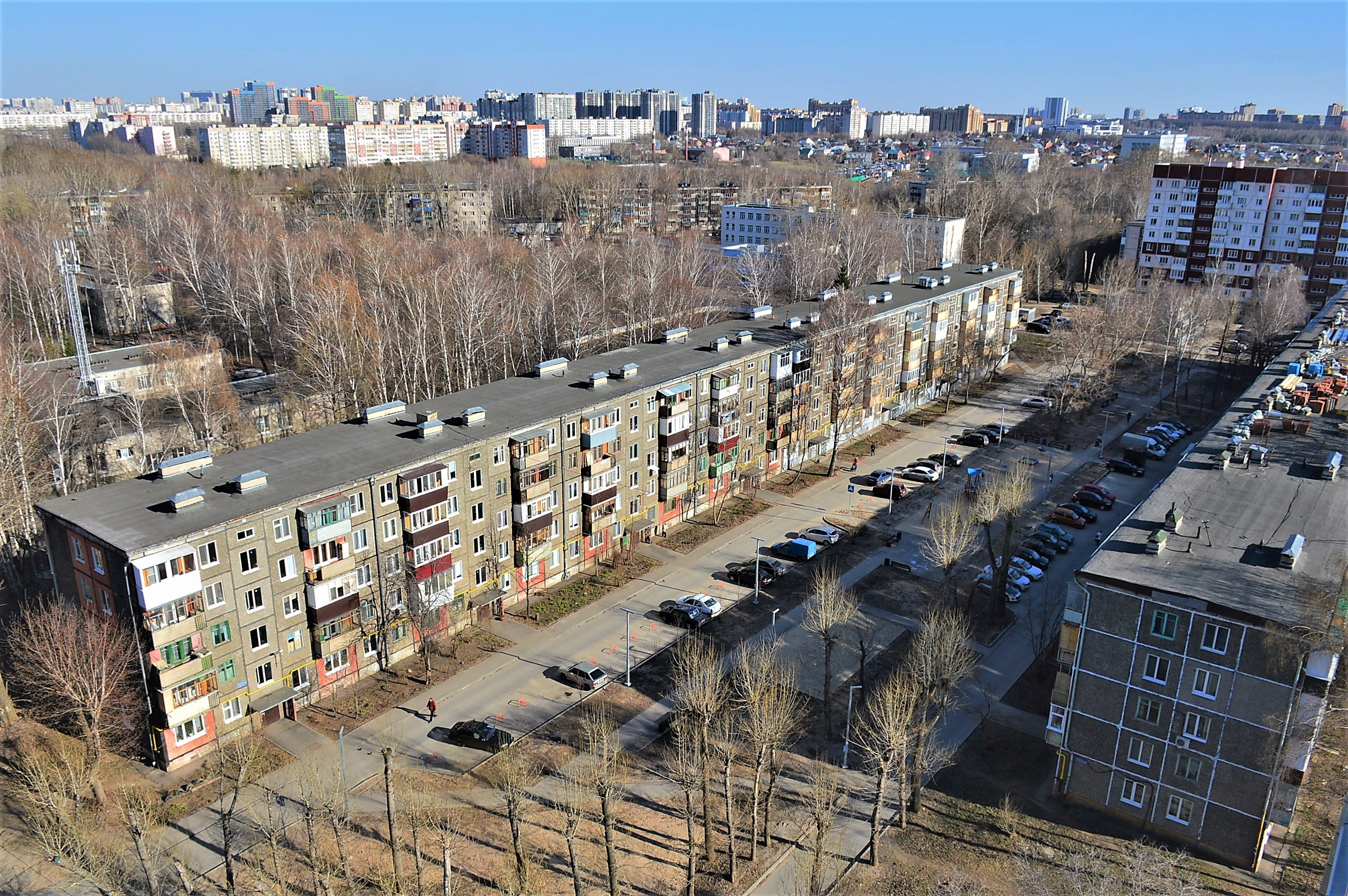
Один из дворов микрорайона Танкодром (апрель 2021)
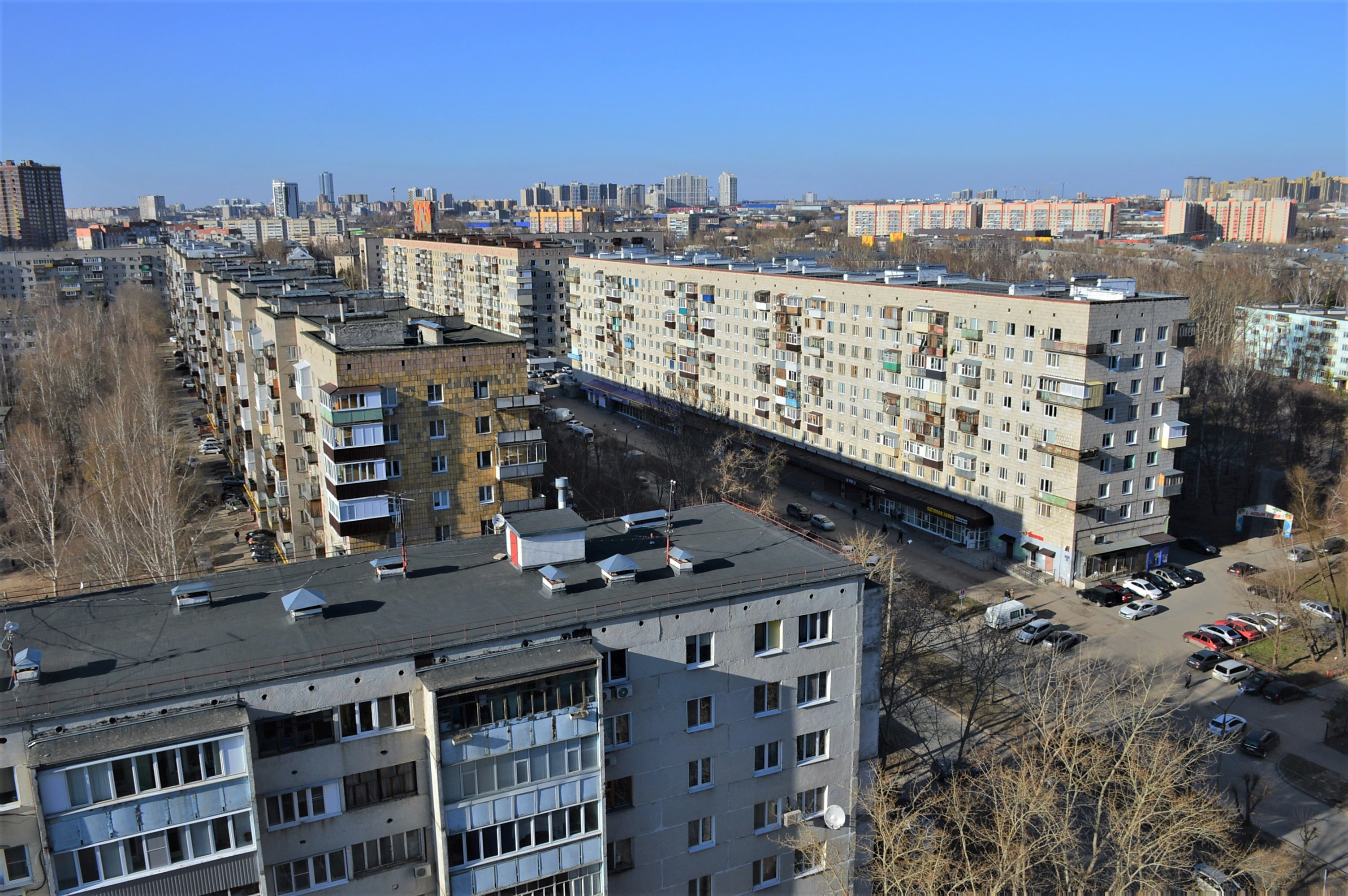
Девятиэтажные жилые дома на улице Карбышева (апрель 2021)

### Застройка микрорайона Танкодром в постсоветский период (с 1991 года)
В постсоветский период строительство в микрорайоне Танкодром стало осуществляться либо методом точечной застройки (на пустырях), либо на месте снесённых аварийных зданий, построенных в советские годы.
В 1993 году в западной части микрорайона был возведён 10-этажный панельный дом (ул. Латышских Стрелков, 41). В 1997—1998 годах чуть севернее появились две кирпичные высотки — 14-этажная (ул. Латышских Стрелков, 12А) и 15-этажная (ул. Латышских Стрелков, 14), а в 2008—2009 годах были построены ещё два жилых дома — 15-этажный (ул. Даурская, 22) и 19-этажный (ул. Даурская, 24А).
Несколько многоэтажных жилых домов появилось в 2004—2015 годах в северной части микрорайона, в районе улицы Отрадной, на месте снесённых аварийных двухэтажных зданий, построенных в конце 1950-х — начале 1960-х годов. Это кирпичные строения различной этажности: один шестиэтажный дом (ул. Карбышева, 6), два девятиэтажных (ул. Отрадная, 9 и 15) и один 10-этажный дом (ул. Отрадная, 5).
Но самые высокие жилые здания на территории микрорайона Танкодром были построены в 2018—2019 годах. Это дома монолитной конструкции — 25-этажный жилой комплекс «Дом на Даурской» (ул. Даурская, 34Б) и 20-этажный жилой комплекс «Комсомолец» (ул. Карбышева, 50). Последний дом был построен на месте сгоревшего в 2010 году здания бывшего кинотеатра «Комсомолец» (в 1990-е годы в нём располагался развлекательный центр «Мета»).
В 2015 году началась застройка высотными жилыми зданиями территории к северу от микрорайона Танкодром, вдоль Аметьевской магистрали. Здесь возвели высотные жилые комплексы «Голливуд» (19—23 этажей) и «Легенда» (23—26 этажей). Своей высотой они сильно выделяются на фоне преобладающей в микрорайоне Танкодром этажности (5—9 этажей).

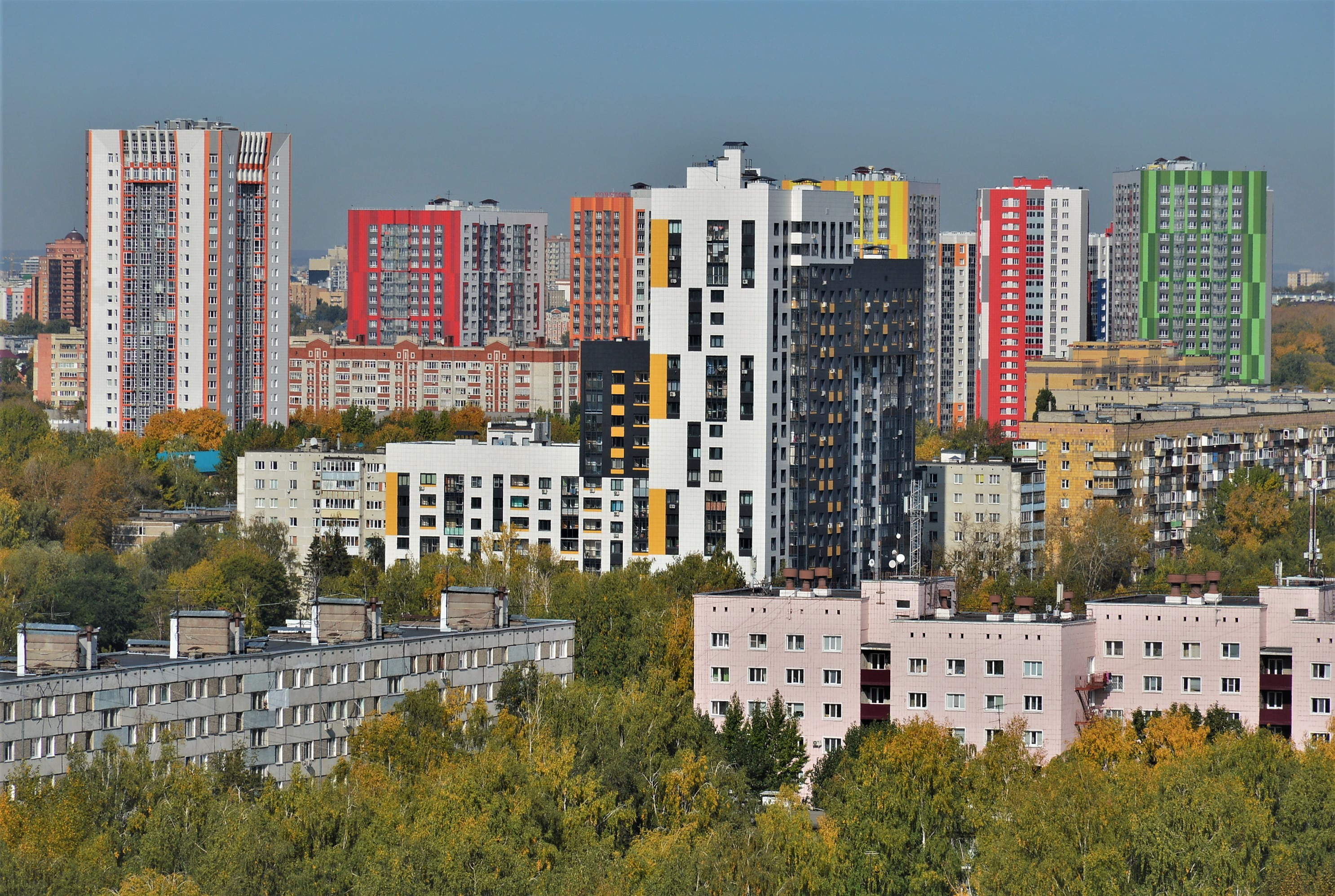
Современные высотки микрорайона Танкодром; на переднем плане — девятиэтажки жилого района Горки (сентябрь 2020)
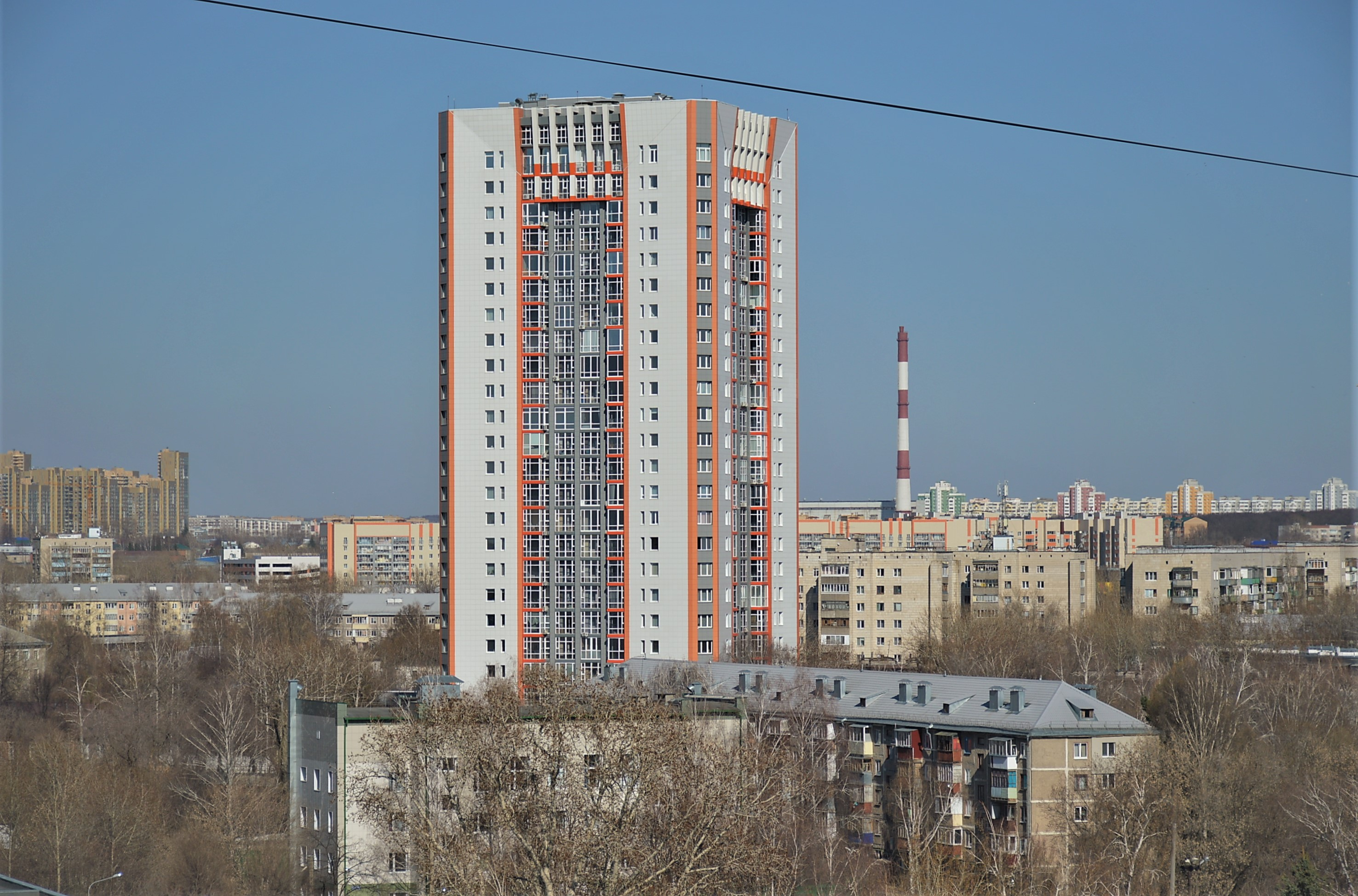
25-этажный жилой комплекс «Дом на Даурской» — самое высокое здание микрорайона Танкодром (апрель 2021)
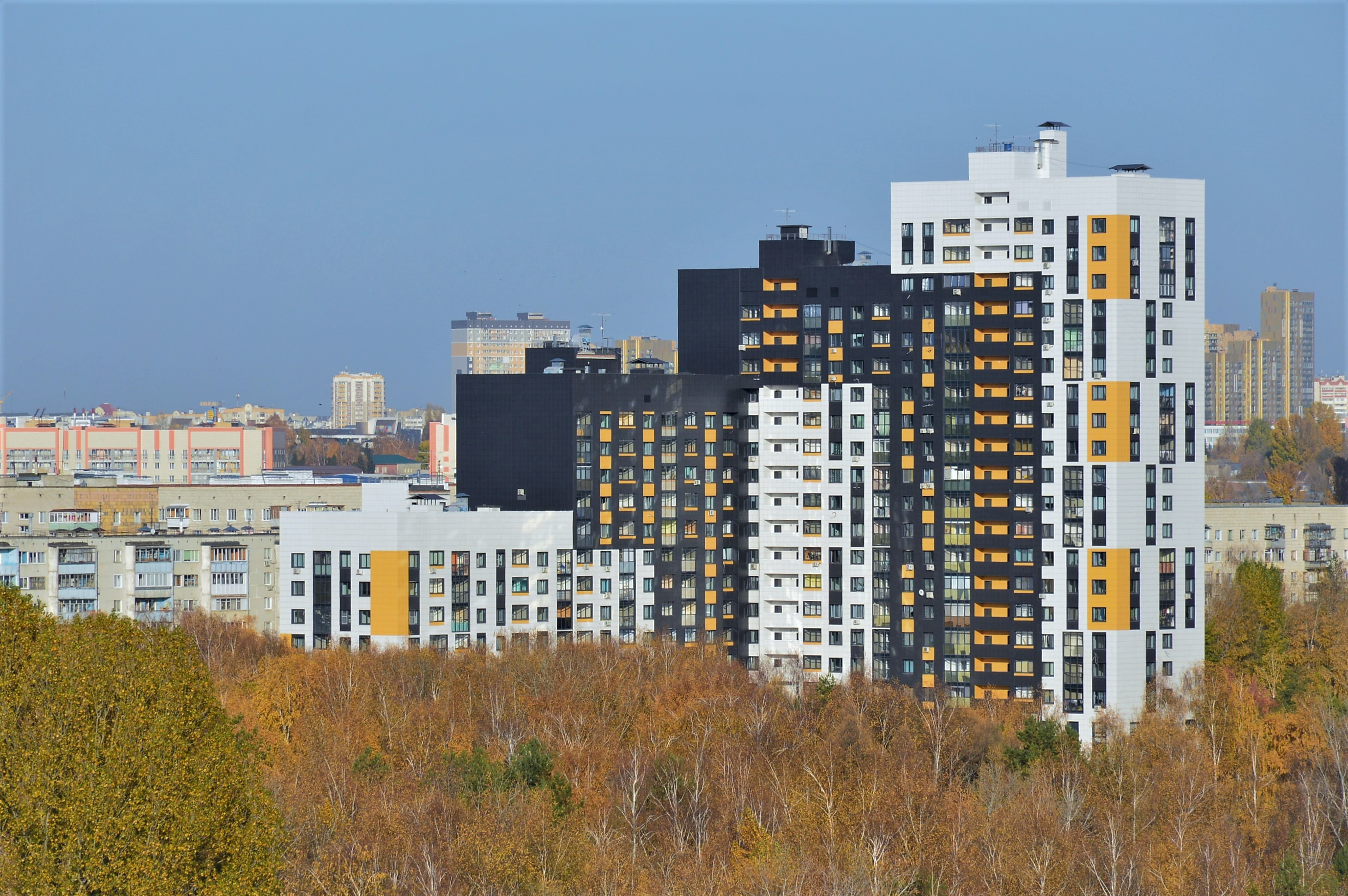
20-этажный жилой комплекс «Комсомолец» (октябрь 2020)
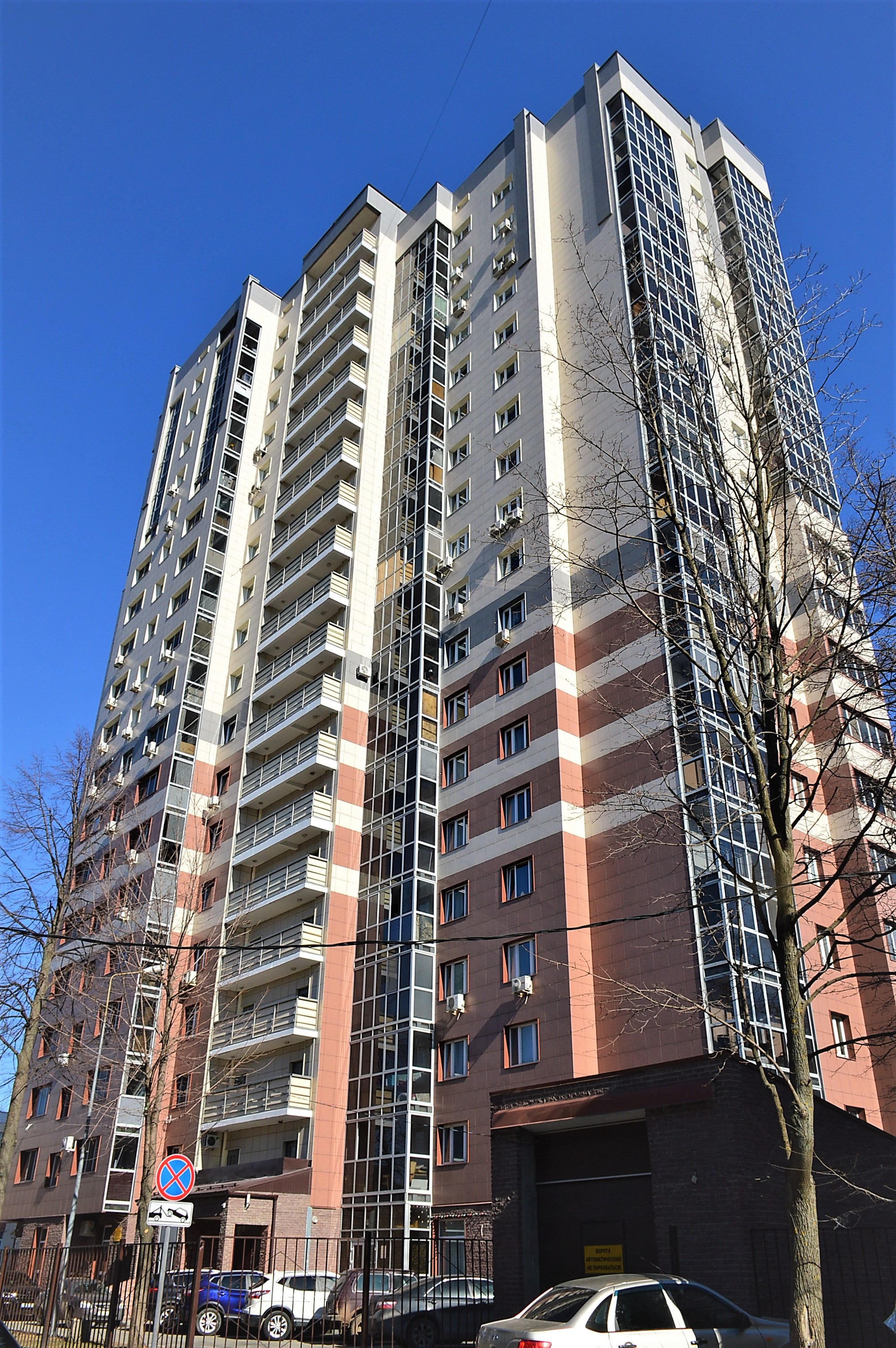
19-этажный жилой дом: ул. Даурская, 24А (апрель 2021)
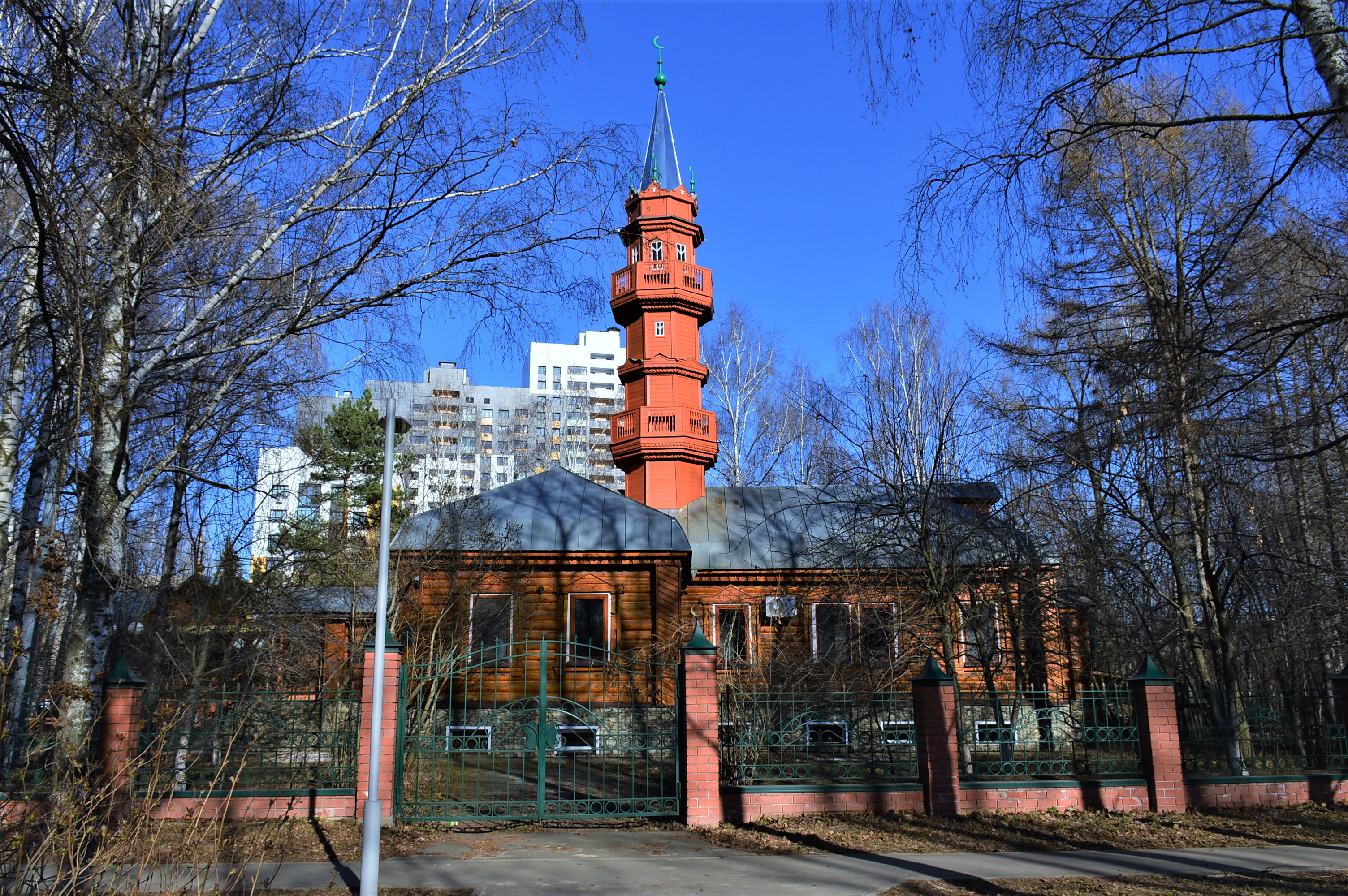
Мечеть «Медина» в микрорайоне Танкодром (апрель 2021)

## Уличная сеть
По территории микрорайона Танкодром, а также вдоль его границ проходит 11 улиц, одна из которых имеет статус проспекта. Внутри микрорайона важное транспортное значение имеют четыре улицы — Даурская, Карбышева, Комарова и Курчатова.
| Список улиц Танкодрома, проходящих внутри и по периметру микрорайона | Список улиц Танкодрома, проходящих внутри и по периметру микрорайона | Список улиц Танкодрома, проходящих внутри и по периметру микрорайона | Список улиц Танкодрома, проходящих внутри и по периметру микрорайона |
| Название улицы                                                       | Документ, которым утверждено название                                | Прежнее название                                                     | Длина (в метрах)                                                     |
| -------------------------------------------------------------------- | -------------------------------------------------------------------- | -------------------------------------------------------------------- | -------------------------------------------------------------------- |
| Высотная улица                                                       | Решение Казанского горисполкома от 24 января 1968 года № 61          | —                                                                    | 208                                                                  |
| Даурская улица                                                       | Решение Казанского горсовета от 19 октября 1966 года № 819           | —                                                                    | 3270                                                                 |
| Даурская 2-я улица                                                   | Решение Казанского горисполкома от 20 октября 1960 № 19              | —                                                                    | 383                                                                  |
| Карбышева улица                                                      | Решение Казанского горисполкома от 6 мая 1967 года № 380             | —                                                                    | 1973                                                                 |
| Комарова улица                                                       | Решение Казанского горисполкома от 24 января 1968 № 61               | —                                                                    | 1043                                                                 |
| Курчатова улица                                                      | Решение Казанского горисполкома от 24 января 1968 № 61               | —                                                                    | 732                                                                  |
| Латышских Стрелков улица                                             | Решение Казанского горисполкома от 3 сентября 1968 № 684             | Высотная улица                                                       | 640                                                                  |
| Отрадная улица                                                       | Решение Казанского горисполкома от 6 декабря 1966 № 959              | Дальне-Гвардейская улица                                             | 650                                                                  |
| Рихарда Зорге улица                                                  | Решение Казанского горисполкома от 6 мая 1967 года № 380             | —                                                                    | 3931                                                                 |
| Танковая улица                                                       | —                                                                    | —                                                                    | 1939                                                                 |
| Универсиады проспект                                                 | Решение Казанской городской думы от 19 июля 2013 года № 4-24         | —                                                                    | 2963                                                                 |

## Органы власти
На территории микрорайона Танкодром расположены только территориальные подразделения правоохранительных органов:
- Отдел полиции № 15 «Танкодром» Управления МВД РФ по г. Казани (ул. Курчатова, 7А);
- Отдел по вопросам миграции отдела полиции № 15 «Танкодром» Управления МВД РФ по г. Казани (ул. Комарова, 14).

## Научные учреждения
На территории микрорайона Танкодром располагается одно научное учреждение — Институт проблем экологии и недропользования Академии наук Республики Татарстан (ул. Даурская, 28). Он был создан в 2008 году путём объединения двух научных организаций — Института экологии природных систем и Центра проблем поиска и освоения горючих полезных ископаемых.

## Учебные заведения

### Учебные заведения среднего профессионального образования (техникум, колледж)
На территории микрорайона Танкодром располагаются два учебных заведения среднего профессионального образования — Казанский педагогический колледж и Факультет среднего профессионального образования Казанского кооперативного института.
Казанский педагогический колледж (ул. Даурская, 30) возводит начало своей истории к 1876 году, когда была основана Казанская татарская учительская школа. В 1921 году она была преобразована в Казанский татарский педагогический техникум, в 1937 году — в Казанское педагогическое училище, в 1939 году — в Казанское заочное педагогическое училище, в 1961 году — вновь в Казанское педагогическое училище, с 1995 года носит нынешнее название. На территории микрорайона Танкодром данное учебное заведение обосновалось в 1970-е годы. В нём обучается 1643 студентов (по состоянию на 2021 год).
Факультет среднего профессионального образования Казанского кооперативного института (ул. Даурская, 32) — это бывший Казанский кооперативный техникум, ставший структурным подразделением Казанского кооперативного института.

### Общеобразовательные учебные заведения (школа, гимназии)
На территории микрорайона Танкодром находятся 3 общеобразовательных учебных заведения, из которых 2 гимназии (№ 8 и № 90) и одна средняя общеобразовательная школа № 86. В советское время (1980-е годы) на Танкодроме было 4 школы. Помимо вышеуказанных была также школа № 79 (ул. Рихарда Зорге, 1А). В 2017 году в рамках проекта объединения ряда казанских школ и создания укрупнённых «центров образования» школа № 79 прекратила существование, войдя в состав соседней гимназии № 8 (ул. Латышских Стрелков, 15).
Гимназия № 8 является самым большим общеобразовательным учебным заведением на Танкодроме по количеству учеников (1655) и преподавателей (108) (по состоянию на 2021 год).
| Список общеобразовательных учебных заведений, находящихся на территории микрорайона Танкодром (по состоянию на 2021 год) | Список общеобразовательных учебных заведений, находящихся на территории микрорайона Танкодром (по состоянию на 2021 год) | Список общеобразовательных учебных заведений, находящихся на территории микрорайона Танкодром (по состоянию на 2021 год) | Список общеобразовательных учебных заведений, находящихся на территории микрорайона Танкодром (по состоянию на 2021 год) | Список общеобразовательных учебных заведений, находящихся на территории микрорайона Танкодром (по состоянию на 2021 год) |
| Название и номер учебного заведения                                                                                      | Адрес | Год основания | Количество педагогов | Количество учащихся |
| --- | --- | --- | --- | --- |
| Гимназия № 8 | ул. Латышских Стрелков, 15 (основное здание); ул. Рихарда Зорге, 1А (здание начальной школы)                             | 1969 | 108 | 1655 |
| Средняя общеобразовательная школа № 86 с углублённым изучением отдельных предметов                                       | ул. Даурская, 26 | 1982 | 48 | 914 |
| Гимназия № 90 | ул. Комарова, 12 | 1970 | 46 | 875 |

### Дошкольные образовательные учреждения (детские сады)
На территории микрорайона Танкодром находится 8 муниципальных детских садов.
| Список муниципальных детских садов, находящихся на территории микрорайона Танкодром (по состоянию на 2021 год) | Список муниципальных детских садов, находящихся на территории микрорайона Танкодром (по состоянию на 2021 год) | Список муниципальных детских садов, находящихся на территории микрорайона Танкодром (по состоянию на 2021 год) | Список муниципальных детских садов, находящихся на территории микрорайона Танкодром (по состоянию на 2021 год) | Список муниципальных детских садов, находящихся на территории микрорайона Танкодром (по состоянию на 2021 год) |                         |                  |
| Название и номер детского сада                                                                                 | Адрес | Год основания                                                                                                  | Ведомственная принадлежность до 1990-х гг.                                                                     | Количество воспитателей                                                                                        | Количество воспитателей | Количество детей |
| --- | --- | --- | --- | --- | ----------------------- | ---------------- |
| Детский сад № 224 комбинированного вида                                                                        | ул. Даурская, 24 (основное здание); ул. Даурская, 48Б (филиал)                                                 | 1977 | КЭТЗ | 13 | 160                     |                  |
| Детский сад № 280                                                                                              | ул. 2-я Даурская, 19                                                                                           | — | химкомбинат им. Вахитова                                                                                       | — | —                       |                  |
| Детский сад № 316 комбинированного вида                                                                        | ул. Карбышева, 44                                                                                              | 1973 | трест «Казаньпромстрой»                                                                                        | 31 | 219                     |                  |
| Детский сад № 328 комбинированного вида                                                                        | ул. Латышских Стрелков, 4А                                                                                     | 1974 | КЭТЗ | 12 | 166                     |                  |
| Детский сад № 330 с татарским языком воспитания и обучения комбинированного вида                               | ул. Карбышева, 15А (основное здание); ул. Рихарда Зорге, 1Б (филиал)                                           | 1974 | з-д «Электроприбор»                                                                                            | 35 | 380                     |                  |
| Детский сад № 332 комбинированного вида                                                                        | ул. Курчатова, 10А (основное здание); ул. Курчатова, 14А (филиал)                                              | 1973 | медико-инструментальный з-д                                                                                    | 35 | 400                     |                  |
| Билингвальный детский сад № 333 комбинированного вида                                                          | ул. Комарова, 22 (основное здание); ул. Курчатова, 5А (филиал)                                                 | 1974 | стройтрест № 1                                                                                                 | 24 | 282                     |                  |
| Детский сад № 377 комбинированного вида                                                                        | ул. Отрадная, 24А (основное здание); ул. Отрадная, 34 (филиал)                                                 | 1985 | КЭТЗ | 27 | 338                     |                  |

Также на территории микрорайона Танкодром работает Православный детский сад «Росток» (ул. Рихарда Зорге, 25А), построенный в 2019—2020 годах по благословению митрополита Казанского и Татарстанского Феофана. Он является структурным подразделением Православной гимназии им. святителя Гурия Казанского, которая была учреждена в 2013 году Казанской епархией Татарстанской митрополии Русской православной церкви. В трёхэтажном здании детского сада «Росток» имеются плавательный бассейн, соляная пещера, музыкальный и спортивный залы, медицинский кабинет, кабинет предшкольной подготовки и домовой храм. Он рассчитан на 15 воспитанников.

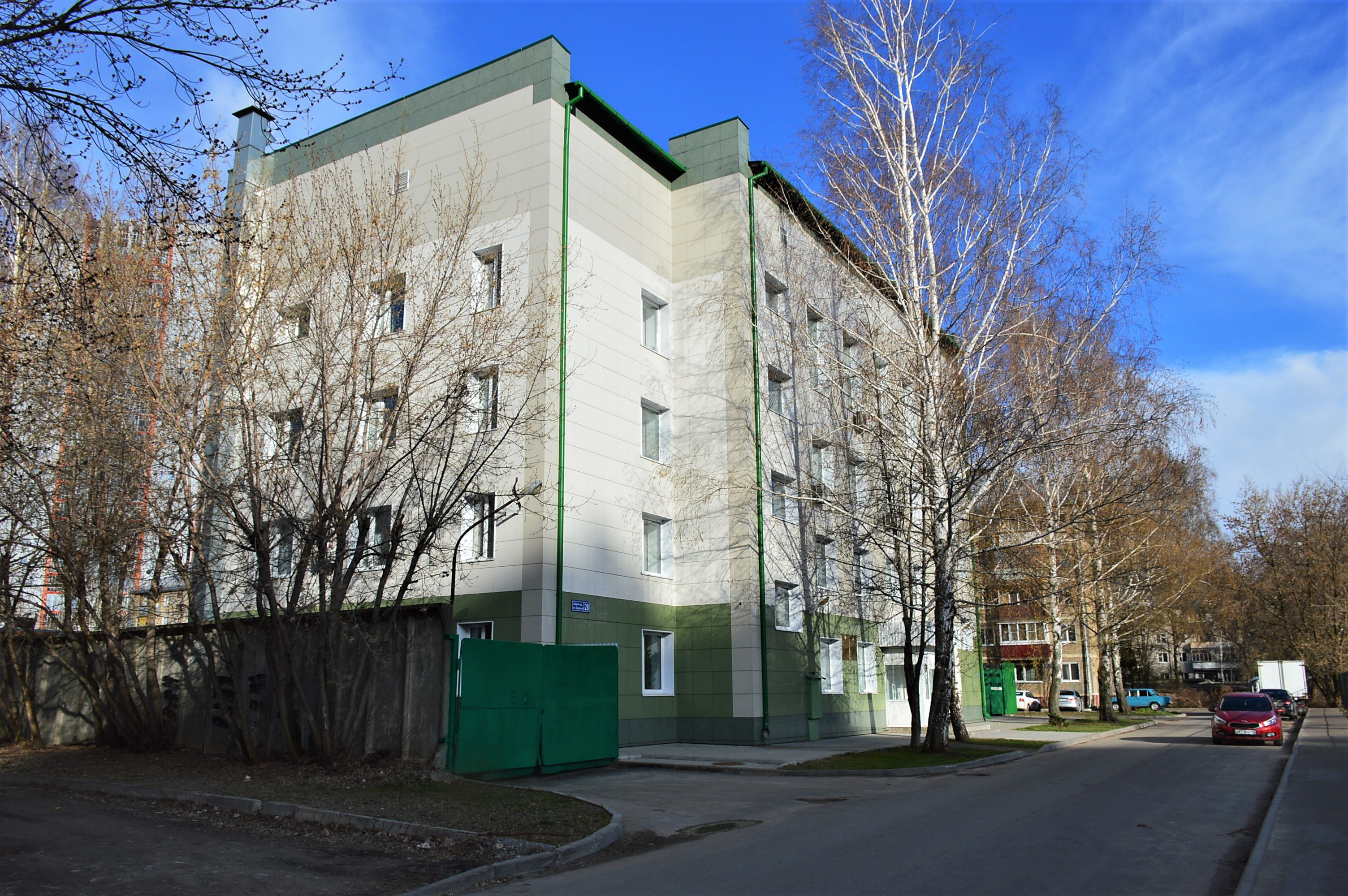
Институт проблем экологии и недропользования Академии наук Республики Татарстан: улица Даурская, 28 (апрель 2021)
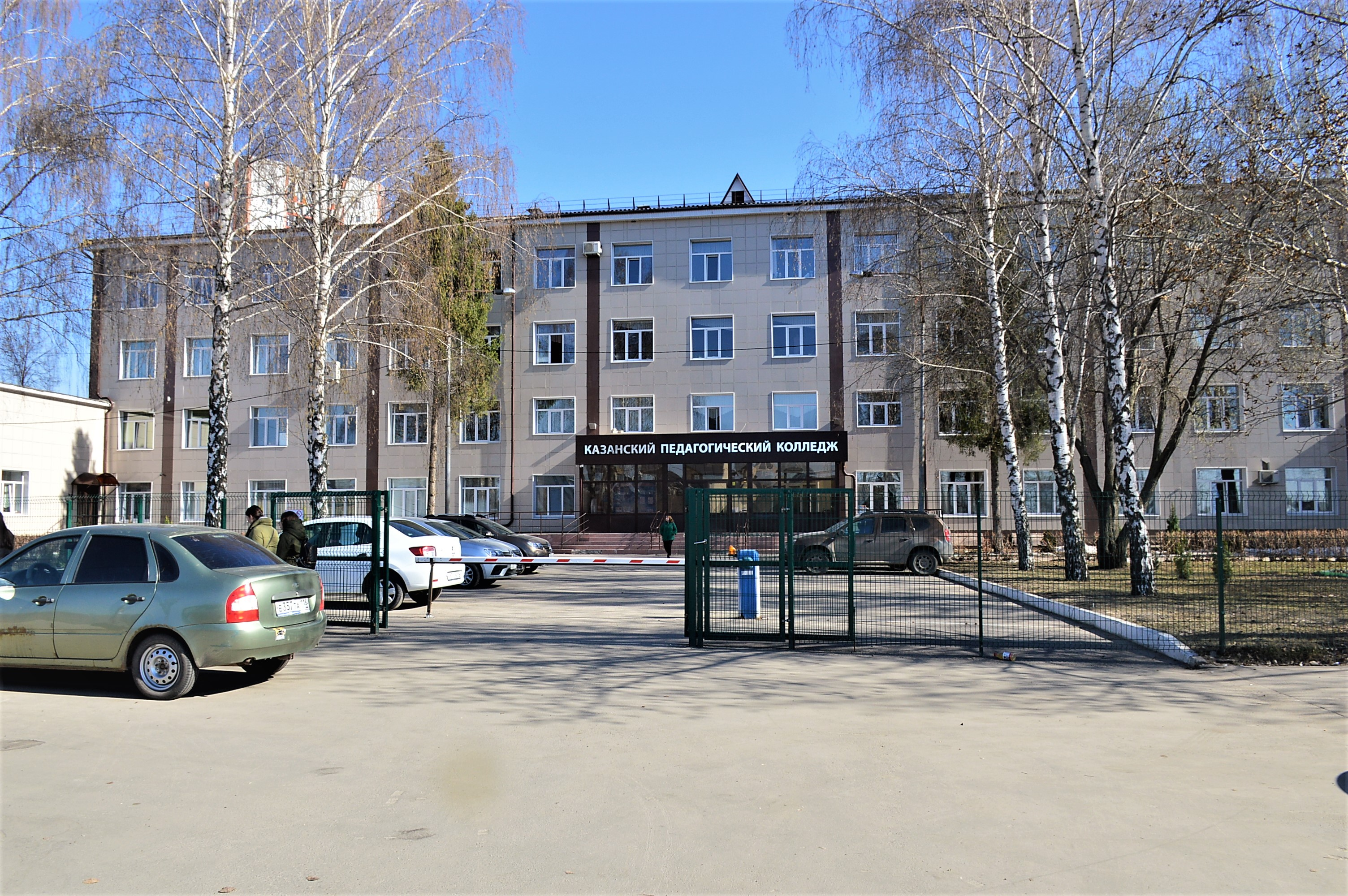
Казанский педагогический колледж: ул. Даурская, 30 (сентябрь 2020)
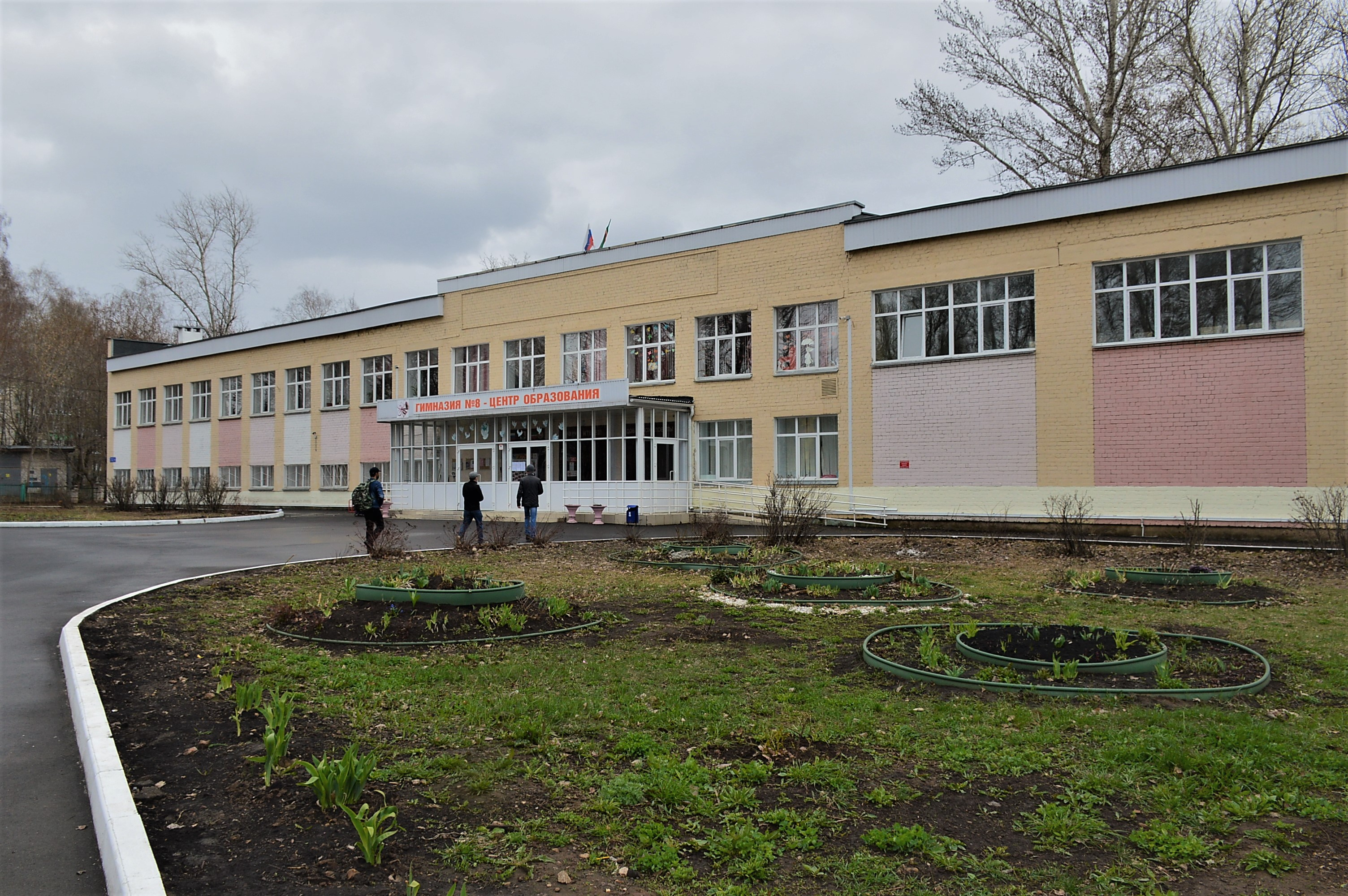
Здание бывшей школы № 79 — самой первой школы в микрорайоне Танкодром, открытой в 1966 году: ул. Рихарда Зорге, 1А (апрель 2021)
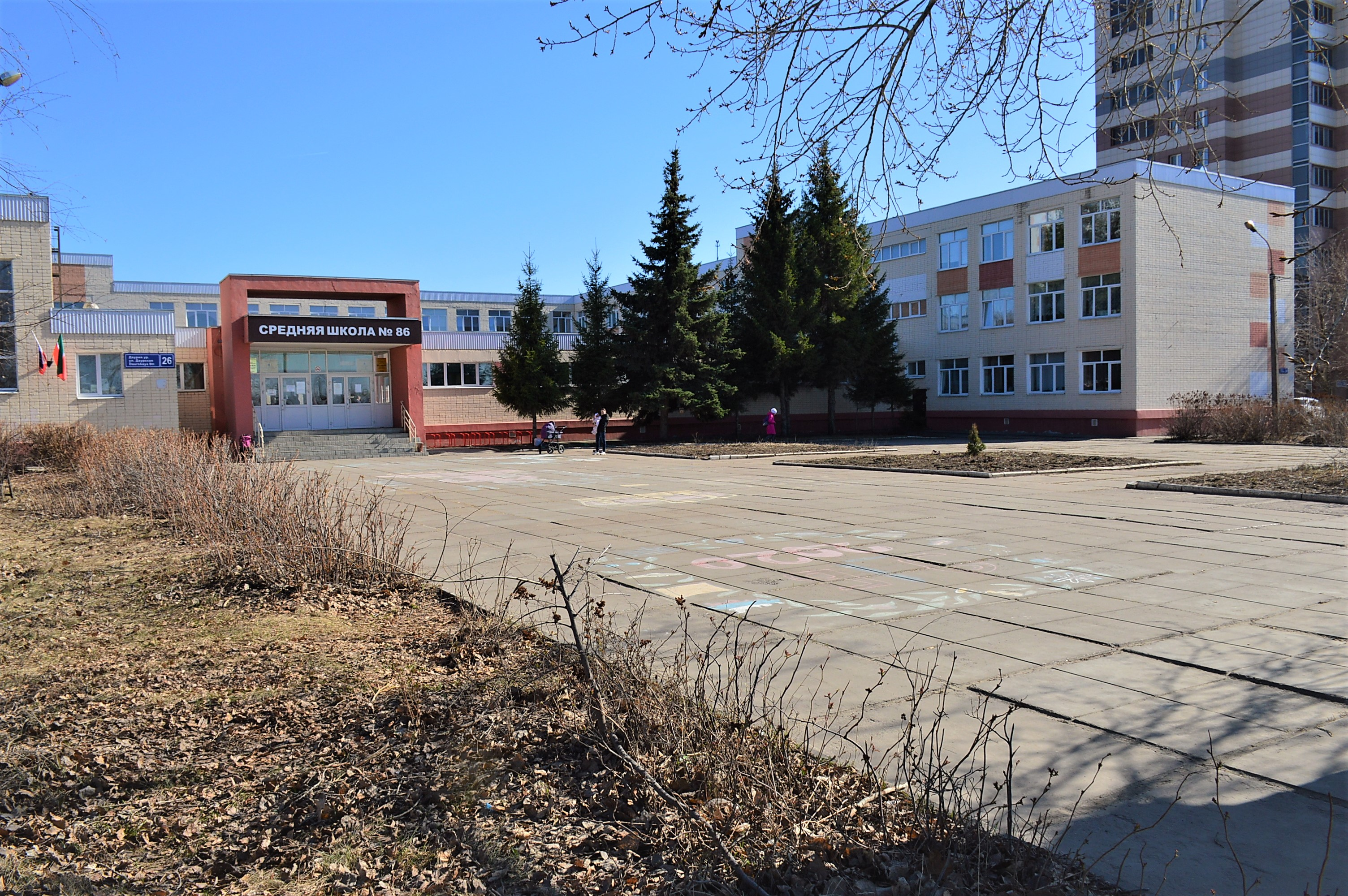
Средняя школа № 86 — открыта в 1982 году: ул. Даурская, 26 (апрель 2021)
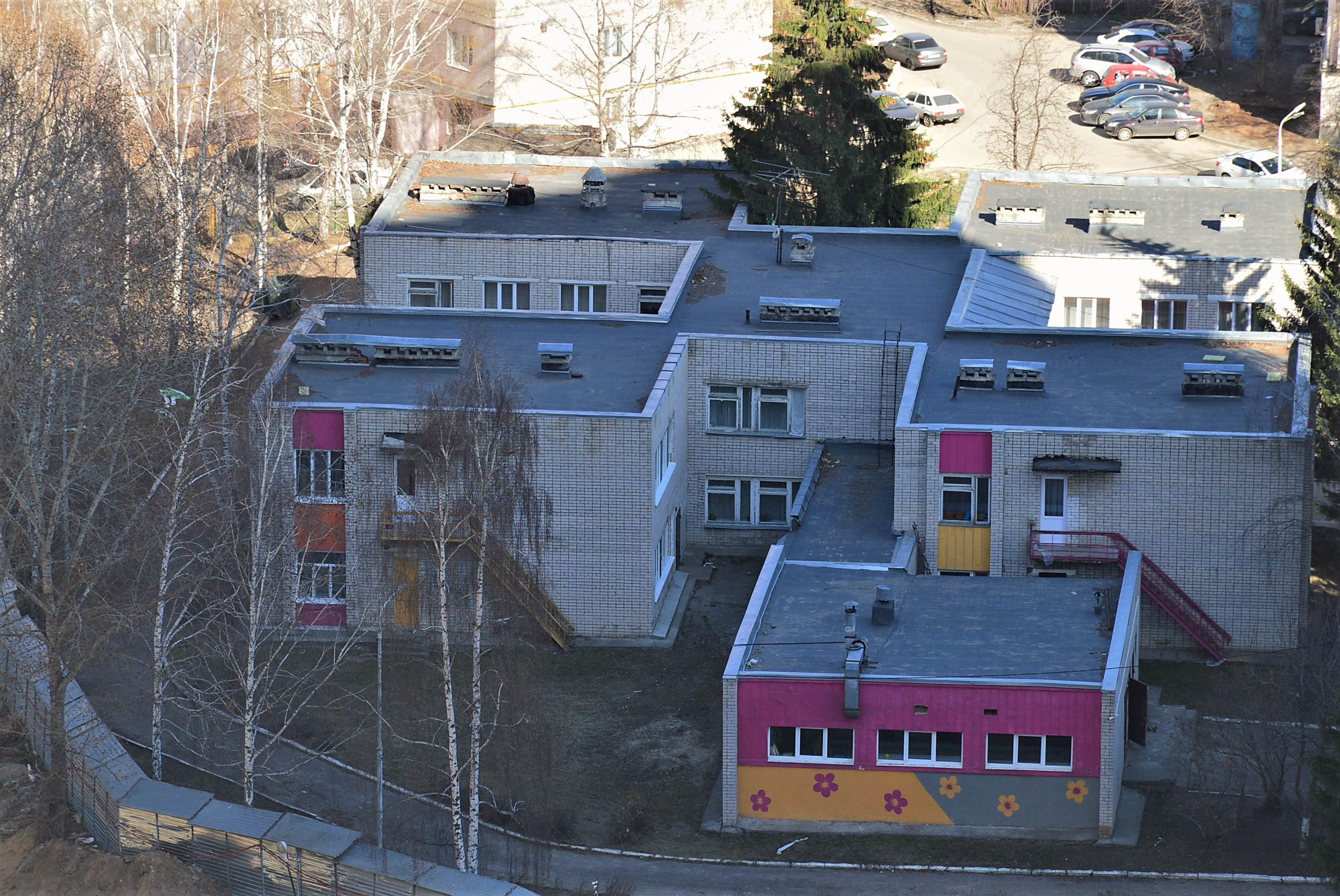
Детский сад № 377: ул. Отрадная, 24А (апрель 2021)

## Учреждения культуры

### Кинотеатр
В 1970 году на пересечении улиц Карбышева и Курчатова был построен кинотеатр «Комсомолец». В 1990-е годы здание было приватизировано и перешло в собственность казанского предпринимателя А. Г. Сапоговского, который вместо кинотеатра открыл в нём развлекательный центр «Мета» со спортивным залом и дискотекой. В 2010 году в здании произошёл пожар, после чего оно было заброшено. В 2012 году его разобрали, а через несколько лет на этом месте был построен многоэтажный жилой комплекс «Комсомолец».

### Музеи
По данным справочника-путеводителя «Все музеи Казани», по состоянию на 2004 год на территории Танкодрома было 3 небольших музея, располагавшихся при учебных заведениях: 1 — при Казанском кооперативном техникуме, 2 — при школах (гимназиях).
Музей истории потребительской кооперации Республики Татарстан при Казанском кооперативном техникуме (ул. Даурская, 32). Открыт в декабре 1997 года по инициативе Татреспотребсоюза.
«Экспозиция музея размещена в двух комнатах.
В первой комнате, площадь которой составляет около 50 кв. метров, представлена экспозиция, рассказывающая об истории создания потребительских обществ в России и Татарстане, отражающая ключевые этапы их развития, начиная с 1868 года и по сегодняшний день.
Здесь посетили знакомятся с фотографиями, документами, товарами ассортимента сельских магазинов в различные годы, узнают о лучших потребительских обществах Казани и республики...
Экспозиционная площадь второй комнаты около 15 кв. метров. В ней воссоздан интерьер лавки потребительского общества второй половины XIX века. Здесь подлинные предметы быта того времени: тюки с мануфактурой, посуда, оригинальные чугунные весы и разновесы к ним, упаковочный материал продуктов питания — чая, мёда, конфет, мыла, товаров народного потребления.»
Музеи при общеобразовательных учебных заведениях (по состоянию на 2004 год):
- Музей боевой славы 352-й Оршанской Краснознамённой ордена Суворова II степени стрелковой дивизии при гимназии № 8 (ул. Латышских Стрелков, 15);
- Музей Рихарда Зорге при средней школе № 79[43] (ул. Рихарда Зорге, 1А) — основан в 1986 году, реставрирован в 2004 году[44].

### Библиотека
На территории микрорайона Танкодром функционирует Библиотека–филиал № 18 Централизованной библиотечной системы города Казани (ул. Карбышева, 40).

## Памятники, монументы и иные памятные объекты
На территории микрорайона Танкодром находятся пять объекта монументального типа, все они тематически связаны с Великой Отечественной войной (1941—1945) и военной службой.
Памятник-бюст Герою Советского Союза Рихарду Зорге. Установлен в 1969 году на территории школа № 79 (ул. Рихарда Зорге, 1А), где с 2017 года располагаются начальные классы гимназии № 8.
Мемориальный камень в честь Рихарда Зорге (с пояснительной информацией о герое). Установлен в 2000 году на безымянном бульваре вдоль одноимённой улицы. На нём на татарском и русском языках выбита надпись: «Улица названа именем Героя Советского Союза Рихарда Адольфовича ЗОРГЕ, 1895—1944. Разведчик, разоблачал фашизм и японский милитаризм».
Мемориальный камень в честь Дмитрия Карбышева (с пояснительной информацией о герое) установлен в сквере, который с мая 2021 года носит имя Карбышева. На этом камне на татарском и русском языках выбита надпись: «Улица названа именем Героя Советского Союза Дмитрия Михайловича КАРБЫШЕВА, 1880—1945, советского военачальника, генерал-лейтенанта инженерных войск, профессора, доктора военных наук. Отказался перейти на службу фашистам и погиб в лагере Маутхаузен».
Стела в честь 40-летия Победы установлена в 1985 году на углу улиц Гвардейской и Даурской по случаю 40-летнего юбилея Победы в Великой Отечественной войне. Прежде на этом месте находился кирпичный жилой дом, построенный в конце в 1950-х — начале 1960-х годов вдоль формировавшейся улицы Даурской, но в 1984—1985 годах его снесли, так как он мешал расширению проезжей части улицы Гвардейской.
Монумент пограничникам Татарстана. Установлен в начале Аллеи пограничников, идущей вдоль чётной стороны улицы Комарова. В 2007 году по инициативе ветерана пограничных войск СССР, основателя и первого имама мечети «Медина» (ул. Курчатова, 4А) Г. З. Халиуллина (1932—2004) на этом месте был установлен первый монумент пограничникам. В 2018 году по случаю 100-летия годовщины создания пограничных войск СССР была открыта новая монументальная композиция. Она состоит из памятной стелы «Пограничникам Татарстана» с изображением знака «Отличник пограничных войск», пограничного столба с гербом СССР и якоря от сторожевого пограничного катера. В основании стелы заложена земля, взятая с государственной границы СССР, капсула с посланием потомкам и медаль, посвящённая 100-летию пограничных войск.

## Парки, скверы
До строительства микрорайона Танкодром эта территория была почти лишена зелёных насаждений. Лишь с появлением микрорайона началось постепенное озеленение дворов, улиц, овражных склонов, и сейчас Танкодром обладает довольно густой растительностью.
Особенно активно в советское время высаживались деревья вдоль склонов Танкового оврага и улицы Танковой, в результате чего на всём её протяжении сформировалась значительная лесопарковая зона. Часть этой зелёной территории вошла в границы парка «Комсомолец».
Парк «Комсомолец» находится в южной части микрорайона Танкодром, занимая территорию между улицами Карбышева, Курчатова, Комарова и Танковая. Его формирование началось ещё в советский период, но он тогда не имел названия. В 1996 году была предпринята первая реконструкция парка, по итогам которой он был частично благоустроен. В 2018 году в рамках реализации республиканской программы «Парки и скверы» была проведена новая реконструкция, в результате которой парк обрёл современный благоустроенный вид и официальное название — «Комсомолец» (в память находившегося здесь в советский период одноимённого кинотеатра).
Сквер Д. М. Карбышева расположен между улицами Карбышева, Даурской и Рихарда Зорге. Впервые он был благоустроен в 2015 году за счёт средств компании «ЖБИ–3», являвшейся застройщиком высотного жилого комплекса «Комсомолец». Это был результат компромиссного решения — компенсация жителям Танкодрома, выступавших против строительства данного жилого комплекса (2015) и требовавших сохранить территорию под ним в составе будущего парка «Комсомолец». С момента появления сквер был безымянным, но в мае 2021 года получил официальное название — Сквер Д. М. Карбышева, поскольку находится на улице, названной именем прославленного советского генерала.
Благодаря искусственному озеленению образовалась почти полукилометровая бульварная зона между жилыми домами по улице Рихарда Зорге и её проезжей частью. Здесь ширина зелёных насаждений, вдоль которых проложены пешеходные дорожки, составляет около 50 метров. Однако официального названия эта зелёная зона не имеет.
В 2019 году городскими властями Казани был поднят вопрос о создании протяжённой парковой зоны на западном склоне танкодромной возвышенности, вдоль проспекта Универсиады, где расположено садоводческое товарищество «Любитель». В его составе насчитывается 157 садовых участков, 43 строения, около половины из которых – дома круглогодичного проживания, легализованные в рамках так называемой «дачной амнистии», остальная половина – садовые домики, многие из которых заброшены. В соответствии с разработанным проектом планировки предполагался снос всех вышеуказанных строений и создание на их месте парковой зоны с каскадным размещением на склоне пешеходных и велосипедных дорожек. После того, как информация об этом была озвучена публично, владельцы садовых участков, прежде всего постоянно живущие здесь, а также многие жители соседних многоэтажных домов, выступили против создания парка. Острая дискуссия продолжалась несколько месяцев, но к началу 2020 года затухла, так как со стороны властей активных действий более не предпринималось.

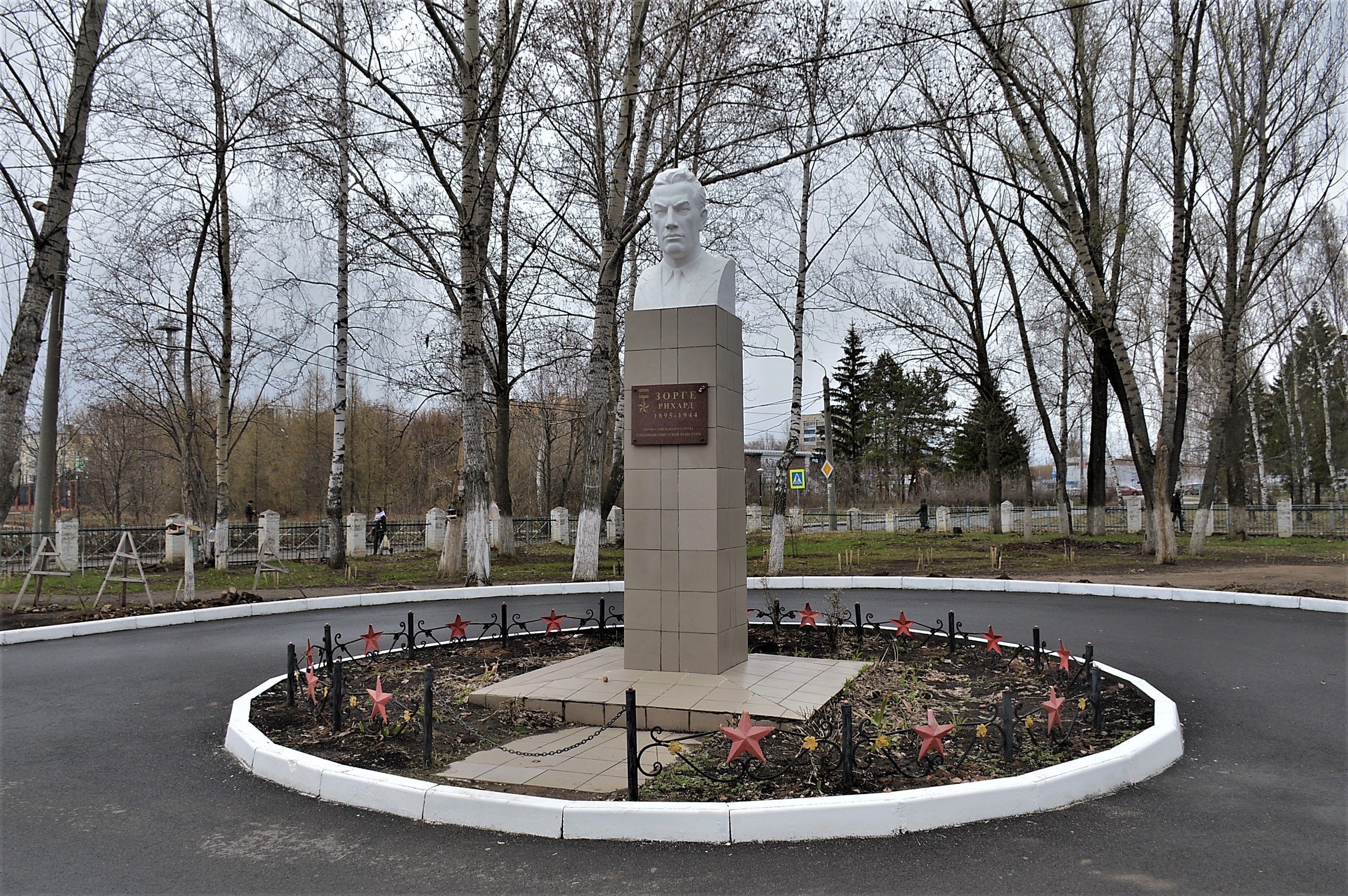
Памятник-бюст Герою Советского Союза Рихарду Зорге во дворе 2-го здания гимназии № 8 (бывшей школы № 79) (апрель 2021)
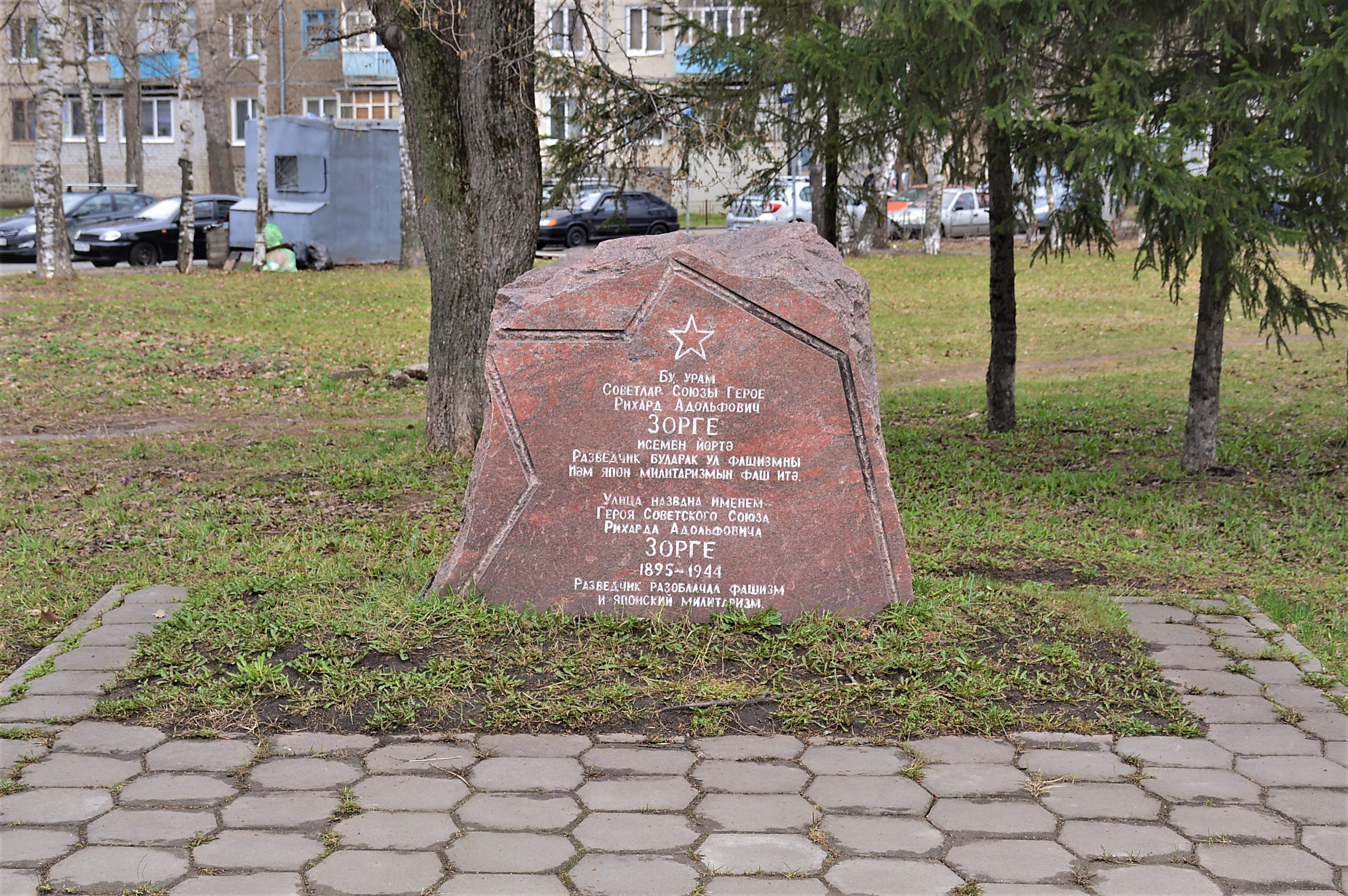
Памятный камень в честь улицы Рихарда Зорге с пояснительной информацией о герое (апрель 2021)
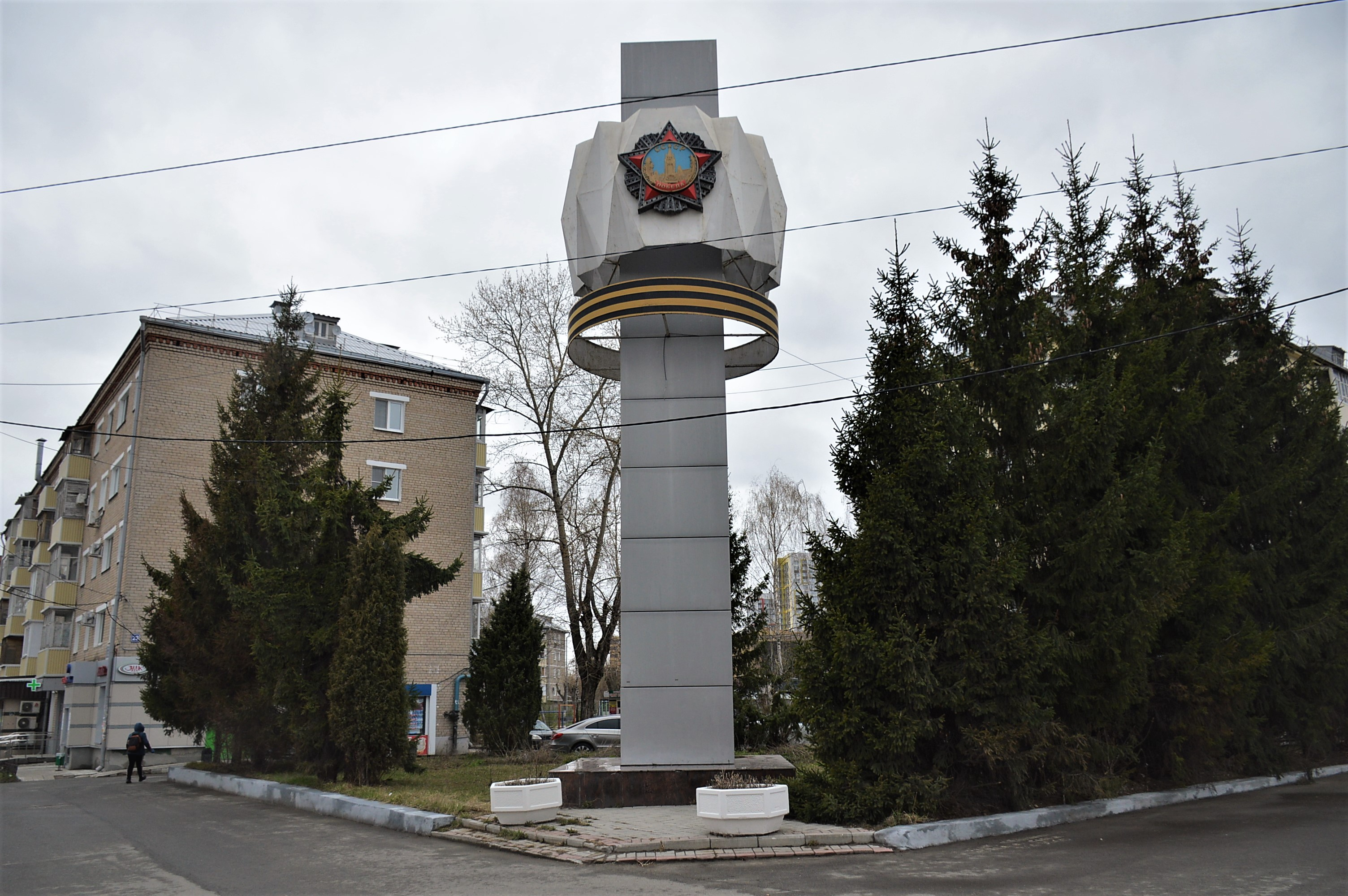
Стела в честь 40-летия Победы на углу улиц Даурской и Гвардейской (апрель 2021)
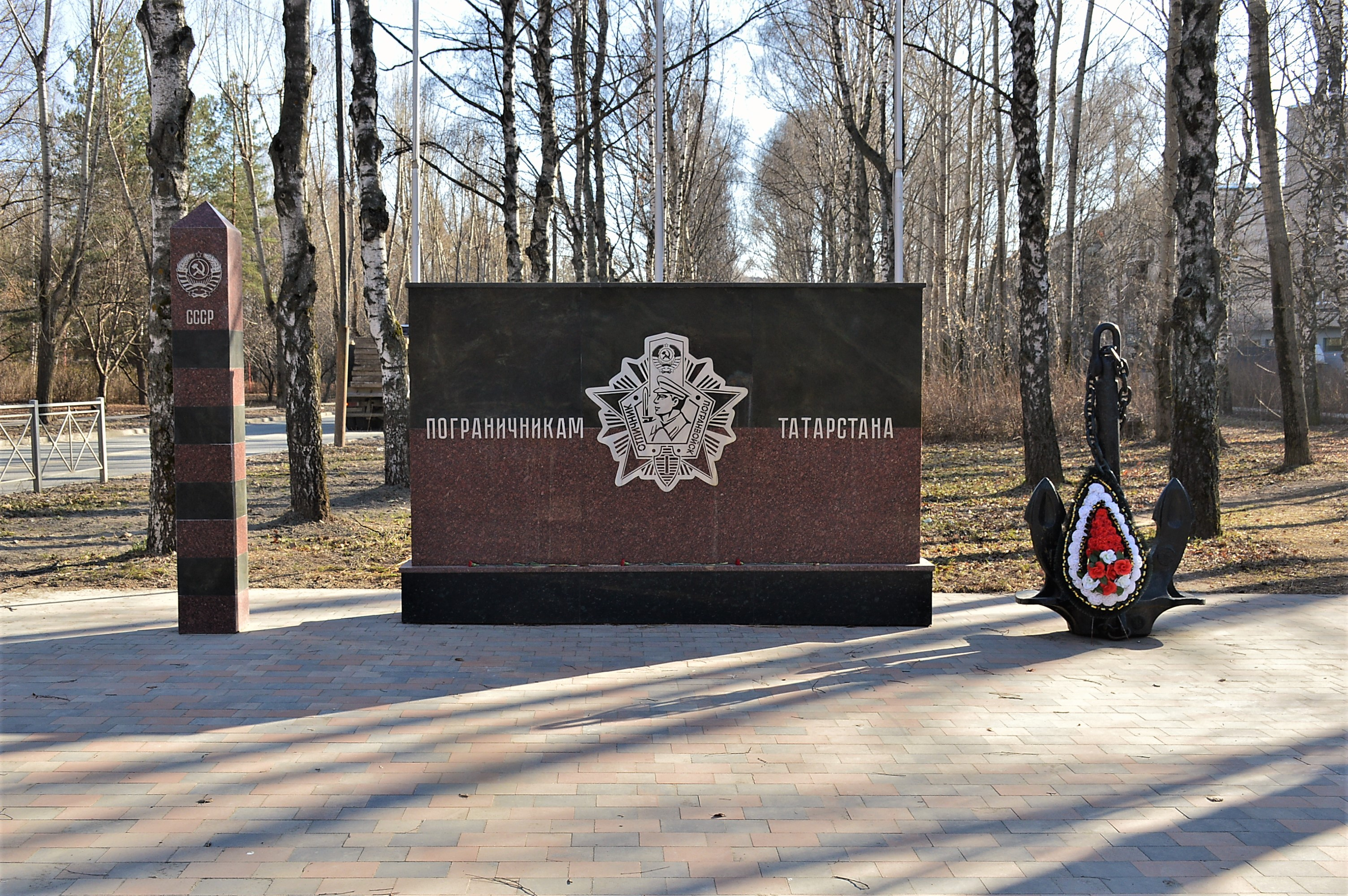
Монумент пограничникам Татарстана на улице Комарова (апрель 2021)
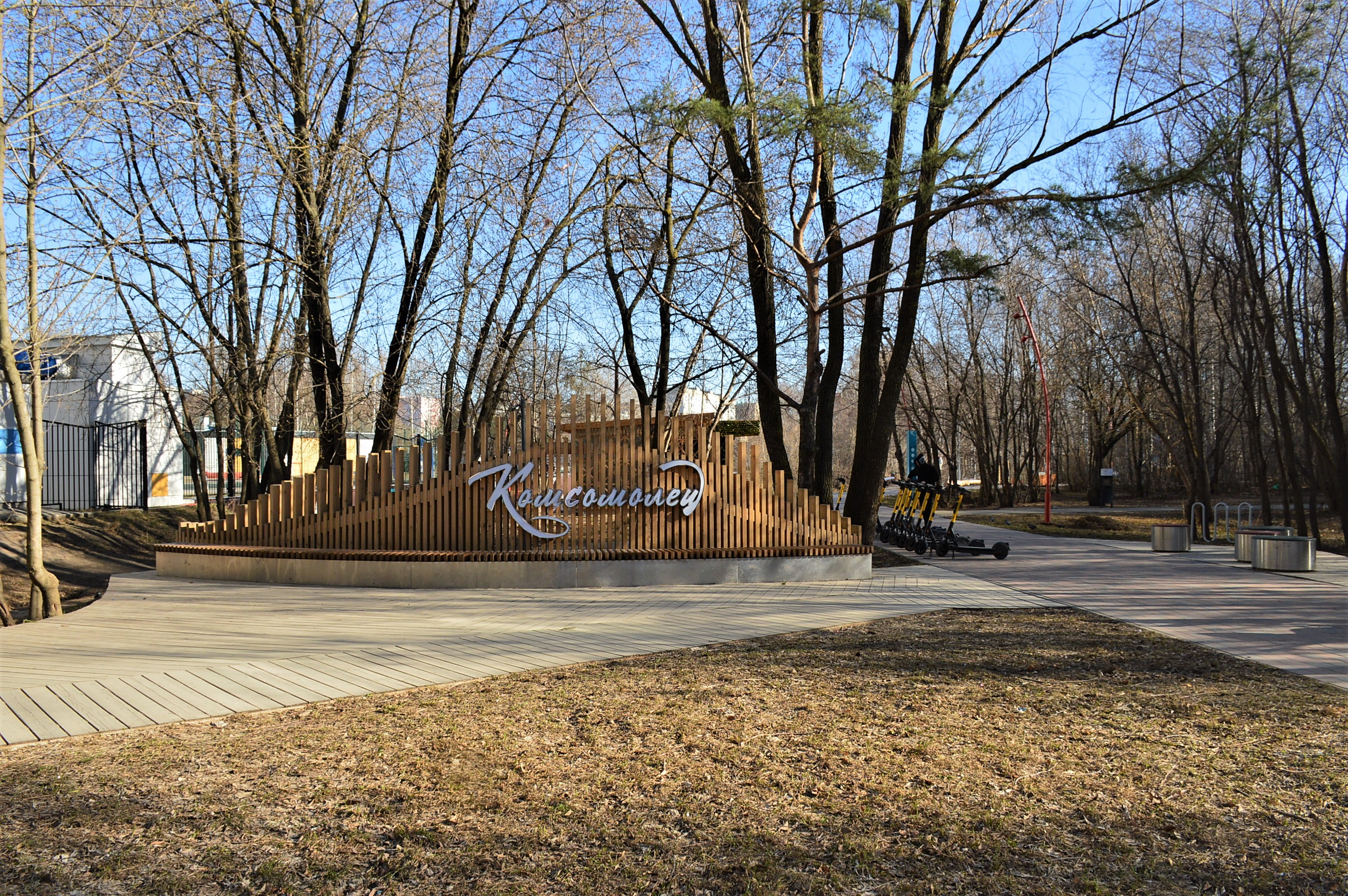
Вход в парк «Комсомолец» (апрель 2021)